# Massif du Mont-Cenis
Pour les articles homonymes, voir Mont-Cenis.
Le massif du Mont-Cenis se situe dans les Alpes du Nord à cheval entre la France (département de la Savoie) et l'Italie (ville métropolitaine de Turin). D'une grande importance stratégique et commerciale depuis l'Antiquité, il est traversé par de nombreux cols dont le plus connu, le col du Mont-Cenis,  sur un axe routier. Il abrite des glaciers de taille moyenne. Depuis la dernière rectification frontalière entérinée en 1947, la plus grande partie du massif se trouve désormais en Savoie. L'ensemble des reliefs repose sur le socle cristallin d'Ambin, terminant la ligne géologique s'étirant du Valais suisse au val de Suse.

## Toponymie
Le toponyme Mont-Cenis désignerait le « mont des cendres ». Il est ainsi composé des termes mont, une grande élévation naturelle (lat. Montem), et de Cenis, un lieu de  « la couleur de la cendre, cendré, gris » (lat. Cinicius),.
Selon la tradition, à la suite d'un incendie de forêt, une grande quantité de cendres se serait accumulée sur le sol, d'où le nom. Le sentier de cendres a été retrouvé lors des travaux de construction de la route.
Le mont Cenis est ainsi mentionné en 739 par Alpes in Cisinio, Monte Ciniso en 756. Le Frédégaire (compilation historiographique de 768) l'indique sous le toponyme Mons Cinisius. Il est par la suite désigné par les toponymes Montem Cinisium ou clusas Montis Cenisii au IXe siècle, Mont Cinis en 1275, Mons Sinisius au XIIIe siècle, Mont de Senis 1518.

## Géographie

### Situation

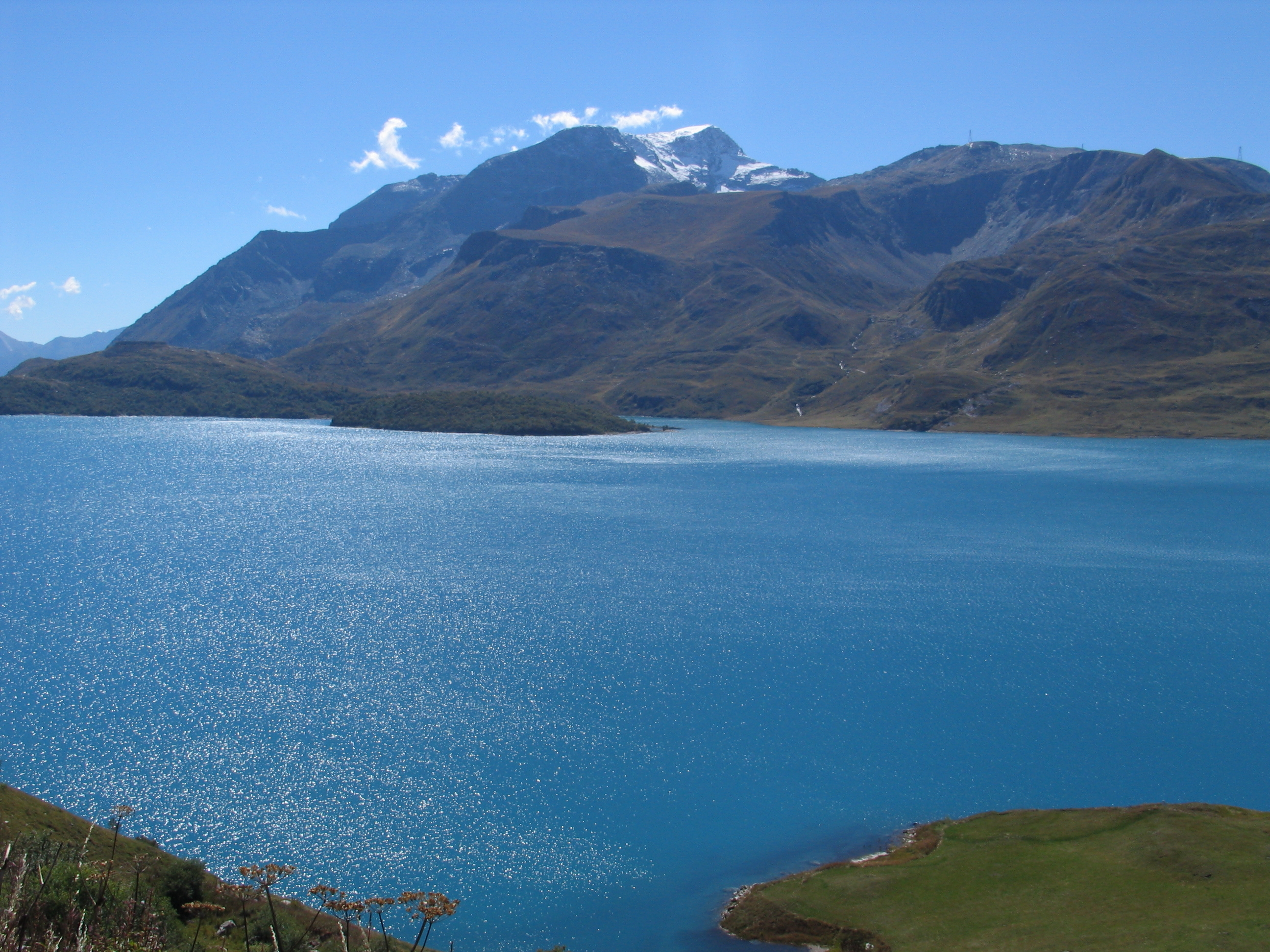
Vue sur le lac du Mont-Cenis depuis le col ; au fond, le mont Giusalet culminant à 3312 mètres d'altitude, toujours en territoire français.

Il s'agit d'un massif situé à cheval entre la haute Maurienne et l'Italie, mais principalement en territoire français depuis le traité de Paris de 1947. Voie de passage millénaire il est traversé par les cols du Mont-Cenis (2 081 m), Petit Mont-Cenis (2 183 m) et Clapier (2 477 m).
Il est composé du massif du Mont-Cenis à proprement parler, du massif d'Ambin, du massif du Sommeiller, et de l’Aiguille de Scolette.
L'ensemble est entouré du massif de la Vanoise au nord, des Alpes grées à l'est, des Alpes cottiennes au sud, et du massif des Cerces au sud-ouest.
Enfin, il est bordé par l'Arc au nord (vallée de la Maurienne), la vallée du Ribon au nord-est, la Bardonnèche et la Doire ripaire (val de Suse) au sud. Il est entaillé par une forte dépression qui accueillait un ancien lac naturel transformé en retenue d'eau artificielle (barrage EDF) dans sa partie orientale et par les vallons d'Étache, d'Ambin et de la Savine en son cœur.

### Principaux sommets
- Pointe de Ronce, 3 612 m, le point culminant
- Aiguille de Scolette, 3 506 m
- Pointe du Lamet, 3 504 m
- Pointe du Vieux, 3 464 m
- Pointe de la Haie, 3 452 m
- Roche Michel, 3 429 m
- Rognosa d'Étache, 3 383 m
- Mont d'Ambin, 3 378 m
- Signal du Grand Mont-Cenis, 3 377 m
- Dents d'Ambin, 3 372 m
- Pointe des Pignes, 3 372 m
- Pointe Ferrand, 3 365 m
- Pointe Niblé, 3 346 m
- Pointe Sommeiller, 3 332 m
- Mont Giusalet, 3 312 m
- Pointe du Notaire, 3 269 m
- Petit Vallon, 3 236 m
- Pointe de Bramanette, 3 214 m
- Pointe de Paumont, 3 171 m
- Cime du Bard, 3 168 m
- Signal du Petit Mont-Cenis, 3 162 m
- Cime Gardoria, 3 137 m
- Cime du Grand Vallon, 3 129 m
- Pointe de Longe Côte, 3 104 m
- Belle Plinier, 3 086 m
- Roche d'Étache, 3 083 m
- Punta Nera, 3 046 m
- Grand Argentier, 3 042 m
- Pointe du Fréjus, 2 934 m
- Mont Froid, 2 822 m
- Pointe de Bellecombe, 2 755 m

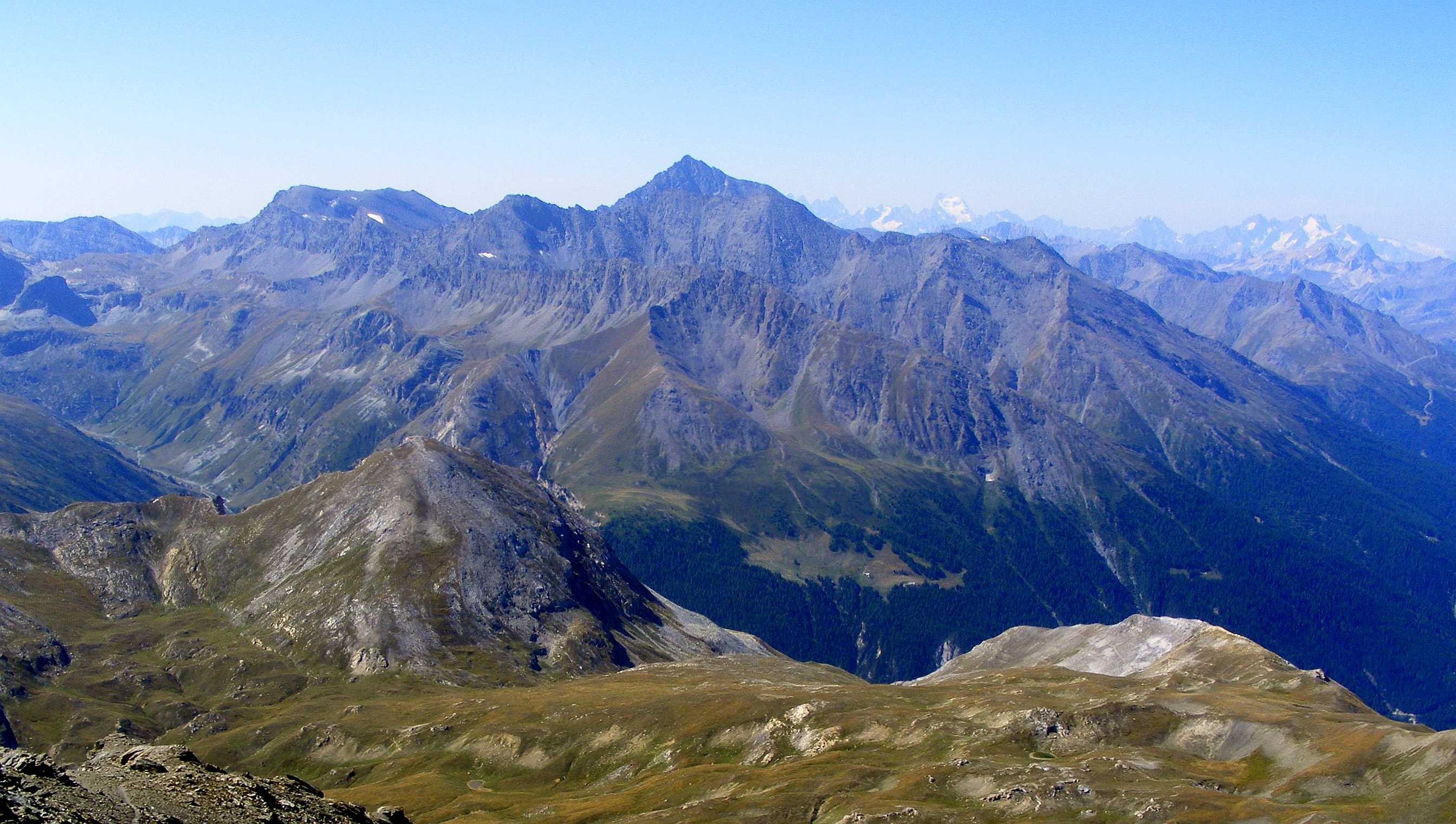
Vue sur le chaînon occidental avec l'aiguille de Scolette depuis le signal du Petit Mont-Cenis.
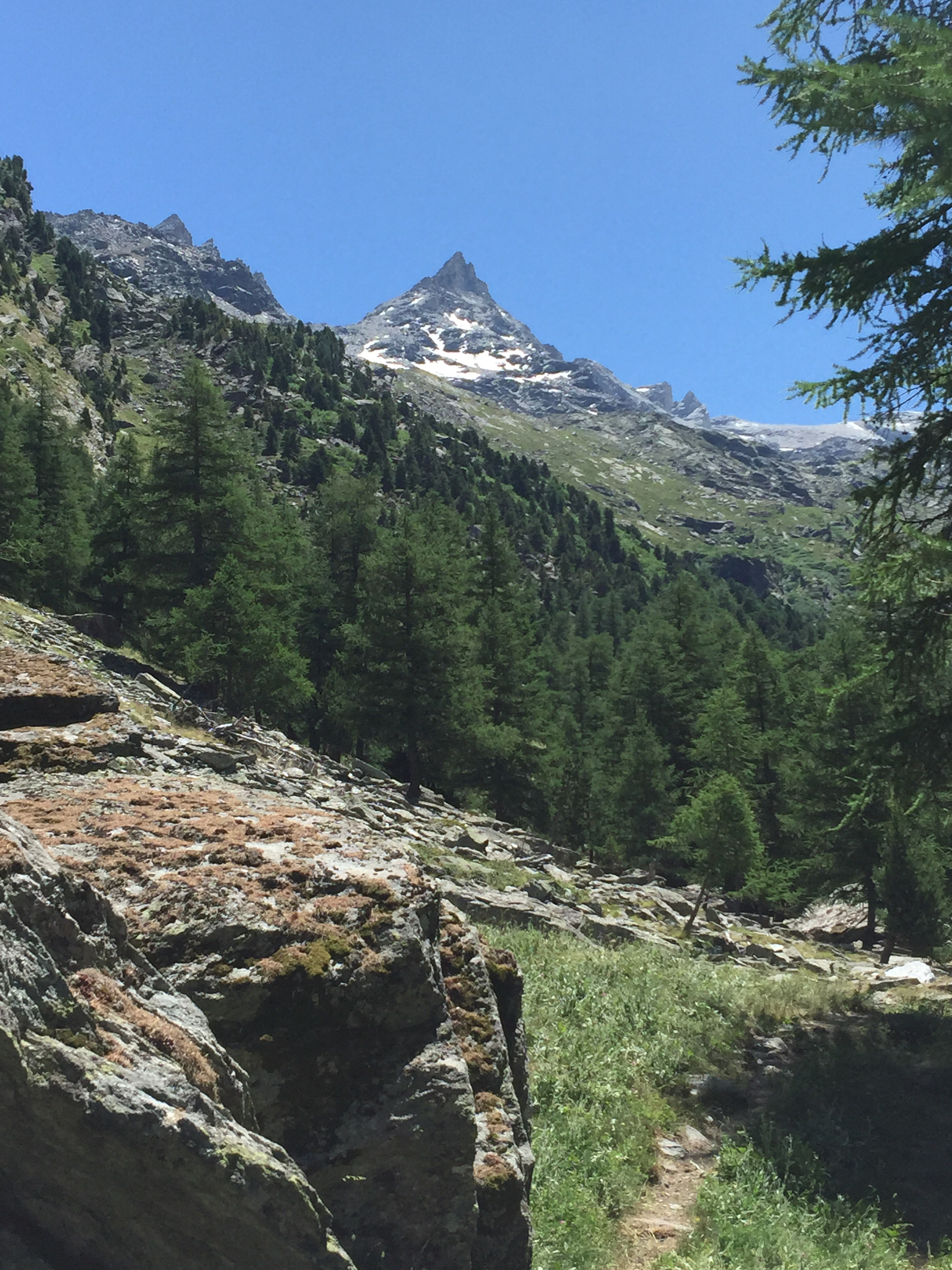
Vue sur les dents d'Ambin depuis le plan de la Vie.
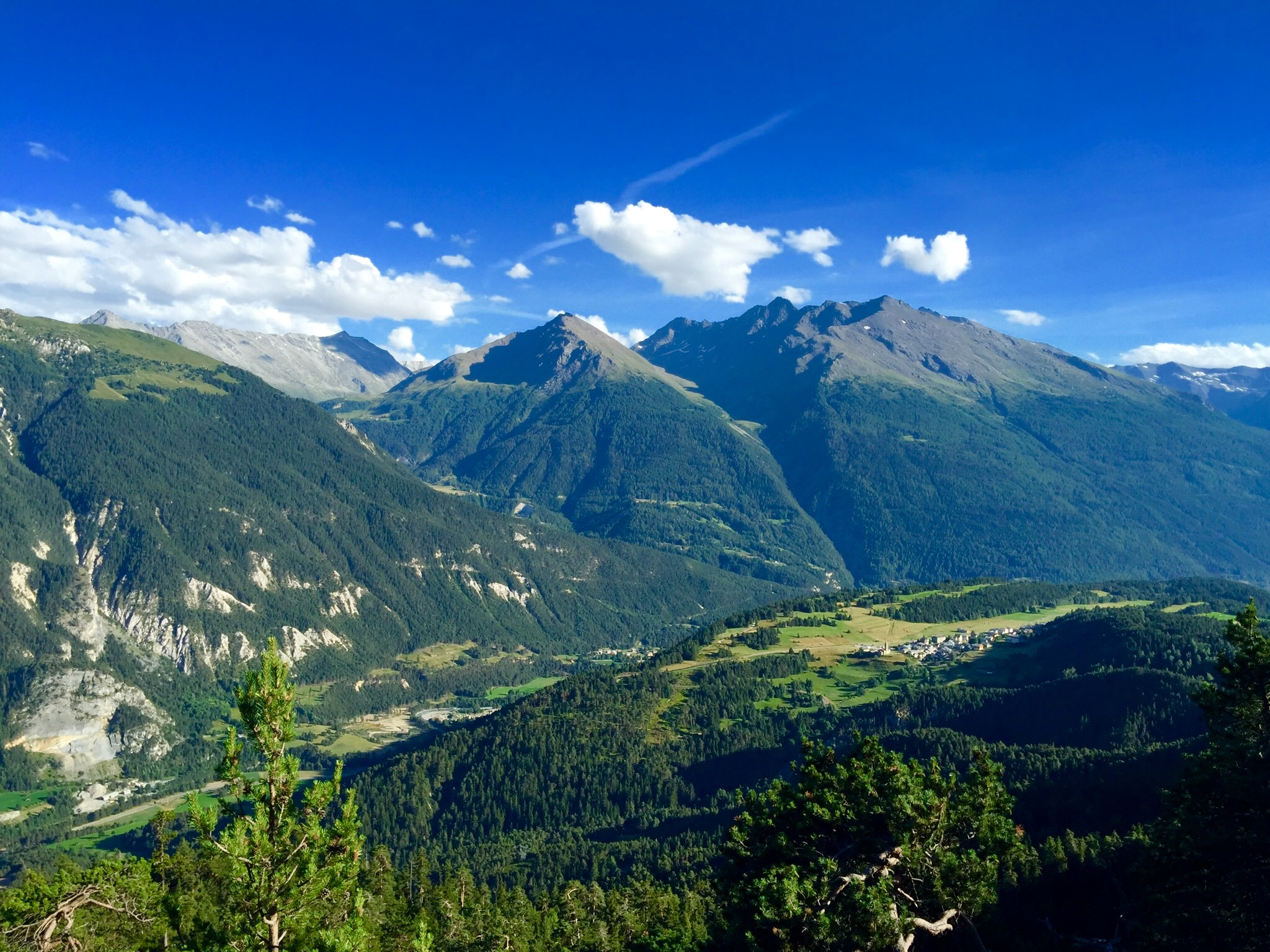
Le plateau de Sardières et la pointe de Longe Côte en arrière-plan.
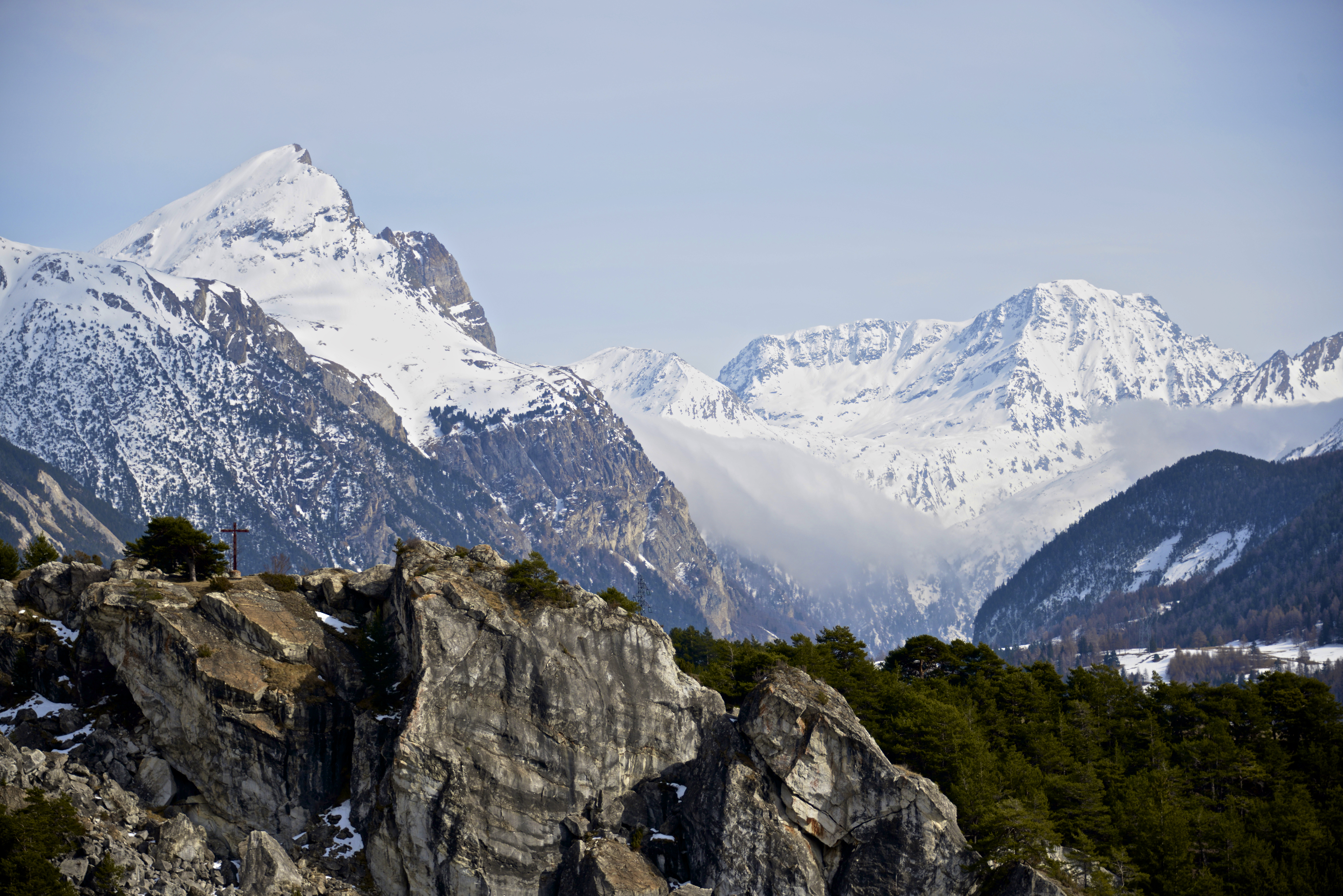
Vue sur le chaînon central dont la pointe de Bellecombe et le mont Giusalet.
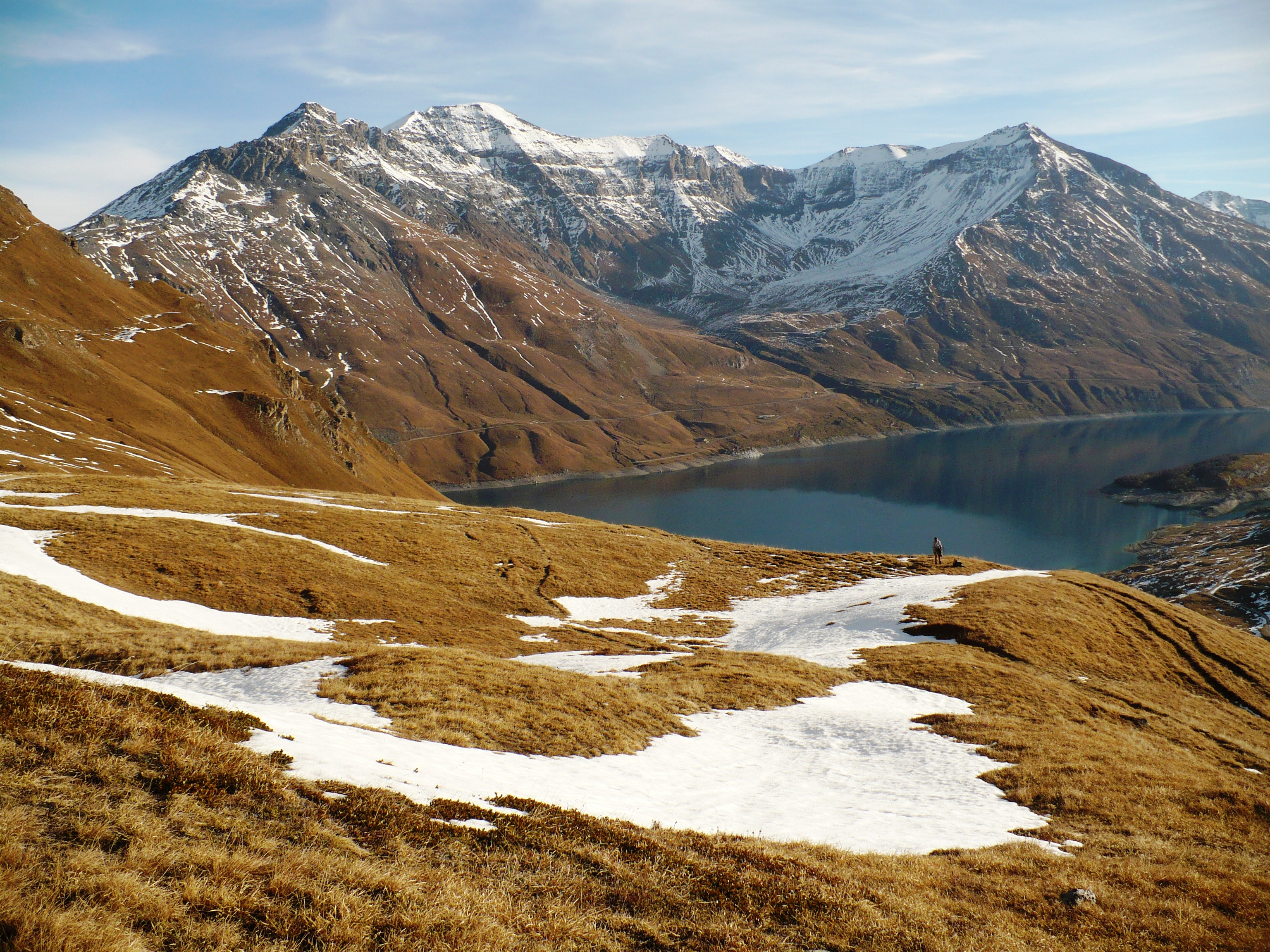
Vue sur le lac et le chaînon oriental du massif, avec la pointe de Ronce et la pointe du Lamet.

### Cols

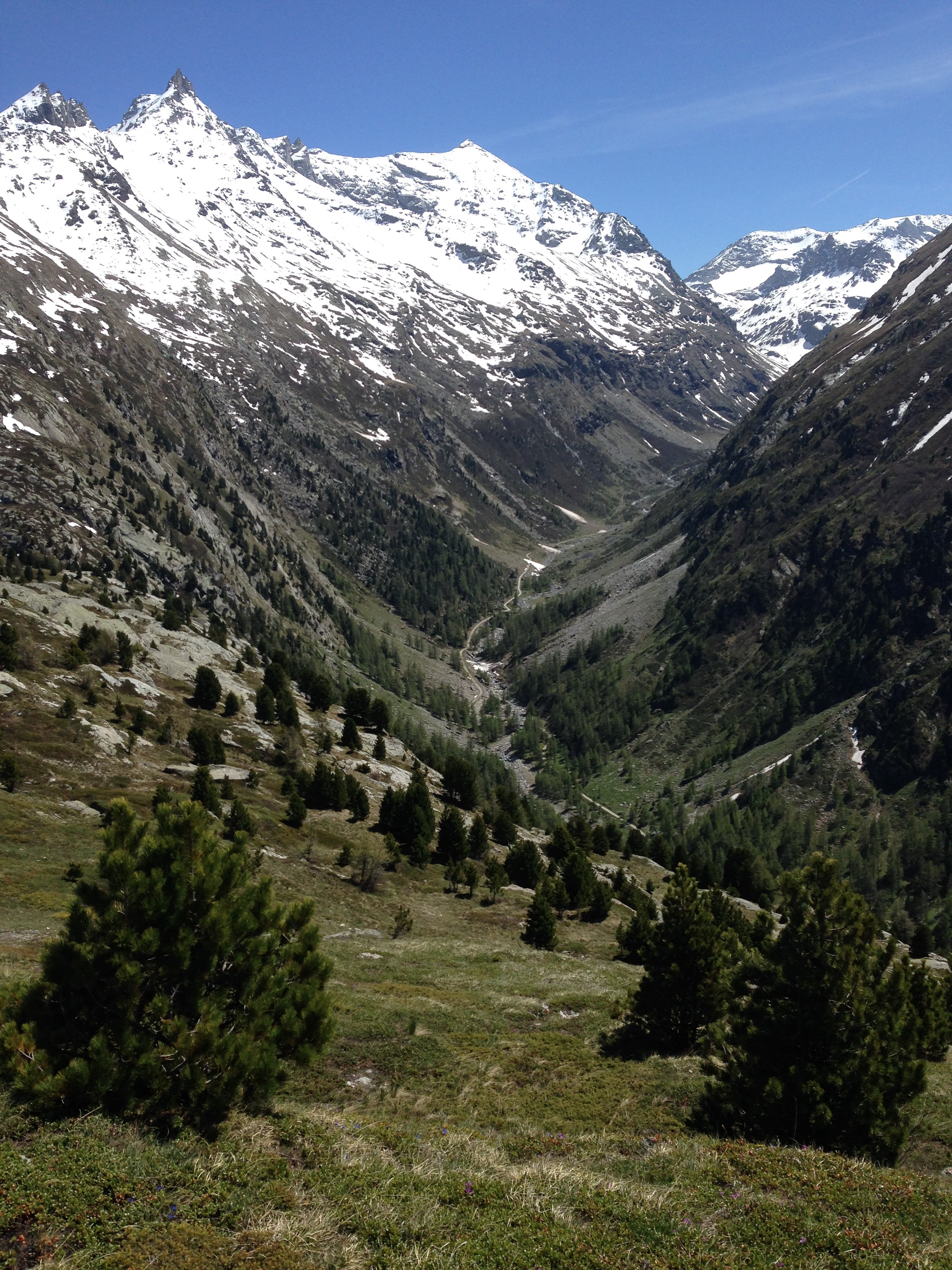
Vue sur le vallon d'Ambin menant au col du même nom avec au fond le glacier d'Ambin.

Le massif du Mont-Cenis abrite plusieurs cols routiers et pédestres ; il est depuis l'Antiquité une voie de passage transalpine très fréquentée.
- Col du Mont-Cenis
- Col du Petit Mont-Cenis
- Col d'Ambin
- Col du Fréjus
- Col Clapier
- Col Sommeiller

### Glaciers
Le massif du Mont-Cenis abrite des glaciers de petite taille menacés de disparition à cause du réchauffement climatique.
- Glacier de Bard
- Glacier de Savine
- Glacier des Aiguilles
- Glacier de Ferrand
- Glacier Sommeiller - Ambin
- Glacier d'Étache (totalement fondu en 2024[réf. nécessaire])
- Glacier de Pierre Minieu
- Glacier du Lamet - Roche Michel
- Glacier du Vieux
- Glacier de l'Arcelle Neuve

Paysages
Vue du vallon de Savine (à gauche) et du vallon d'Ambin (au centre) au-dessus du col du Petit Mont-Cenis (environ 2 350 mètres d'altitude).
Vue sur le versant nord du massif du Mont-Cenis avec, au centre gauche de l'image, le col du même nom qui perce le cœur du massif et s'ouvre sur le vaste plateau occupé par un lac.
Panorama au col Clapier dans le vallon de la Savine.
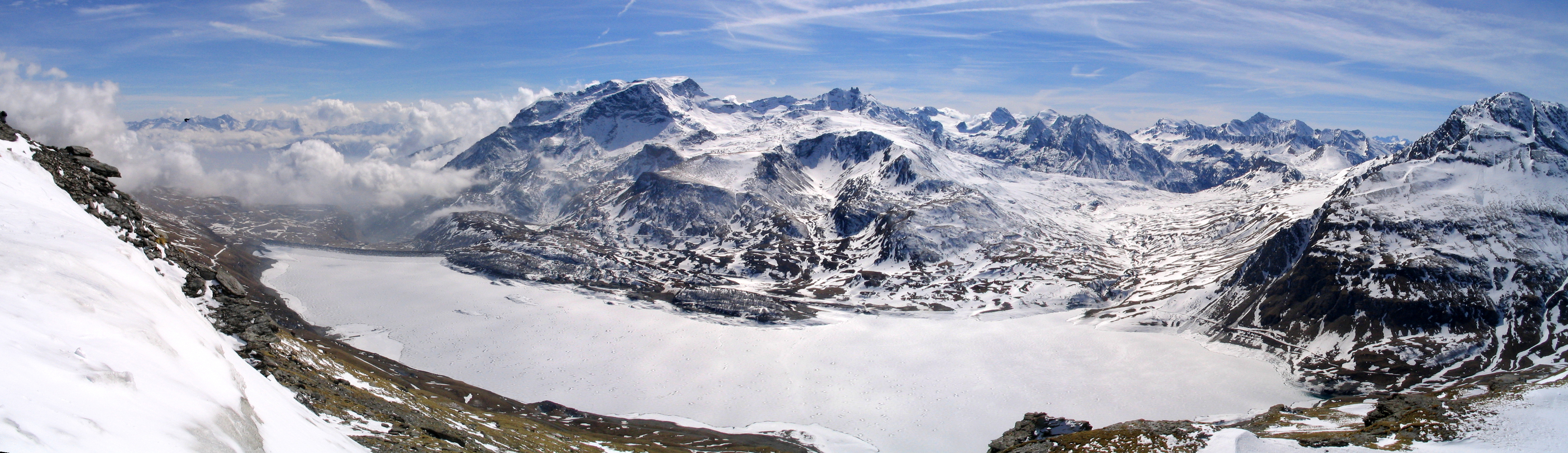
Le lac, les sommets d'Ambin et le signal du Petit Mont-Cenis à droite.
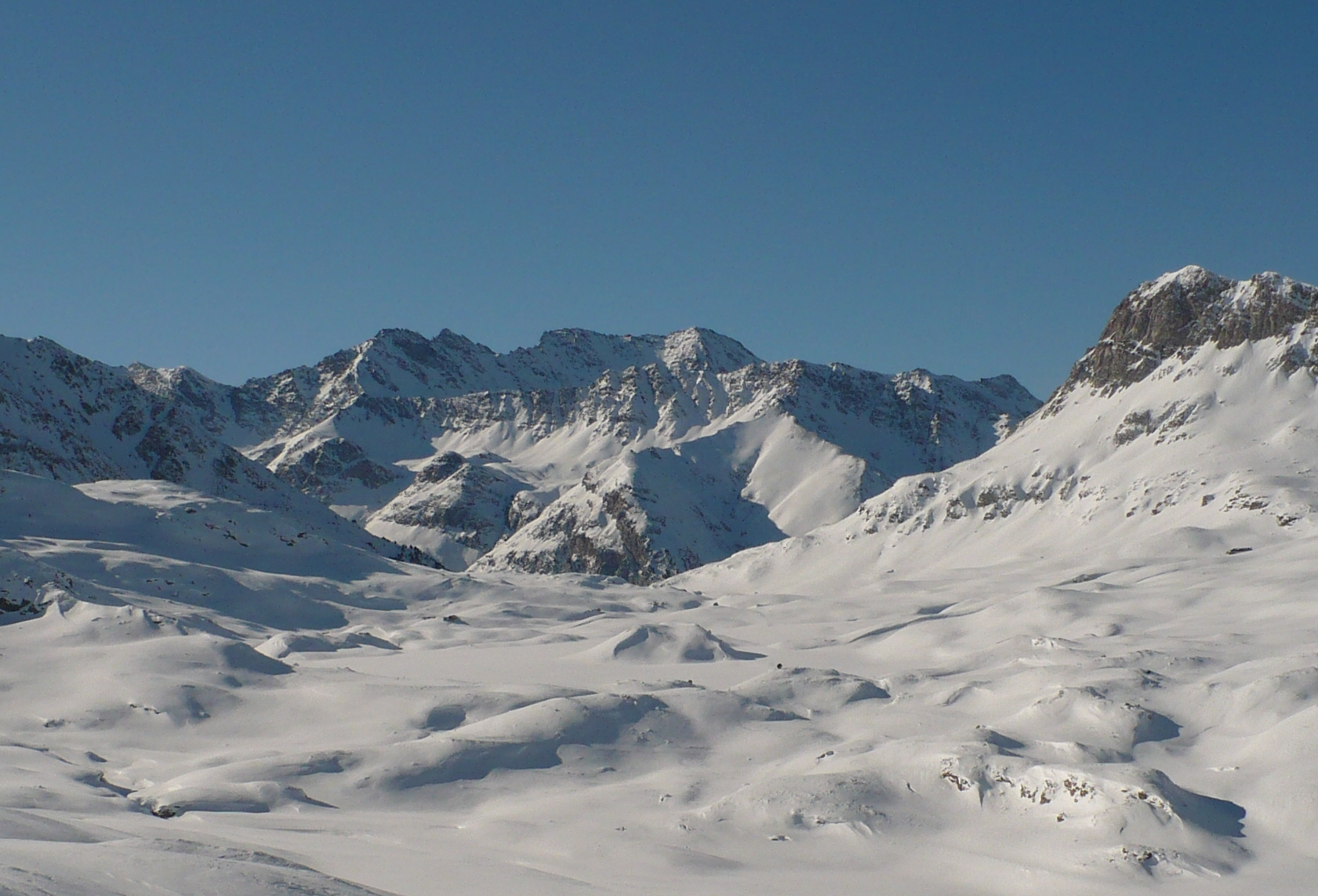
Le col du Petit Mont-Cenis.
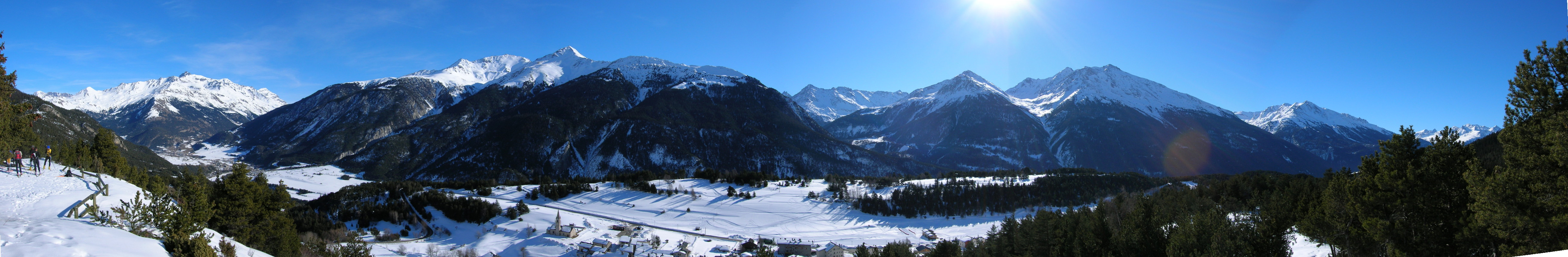
Vue sur le flanc nord du massif du Mont-Cenis protégé par une imposante couverture sédimentaire, depuis Sollières-Sardières.

### Géologie

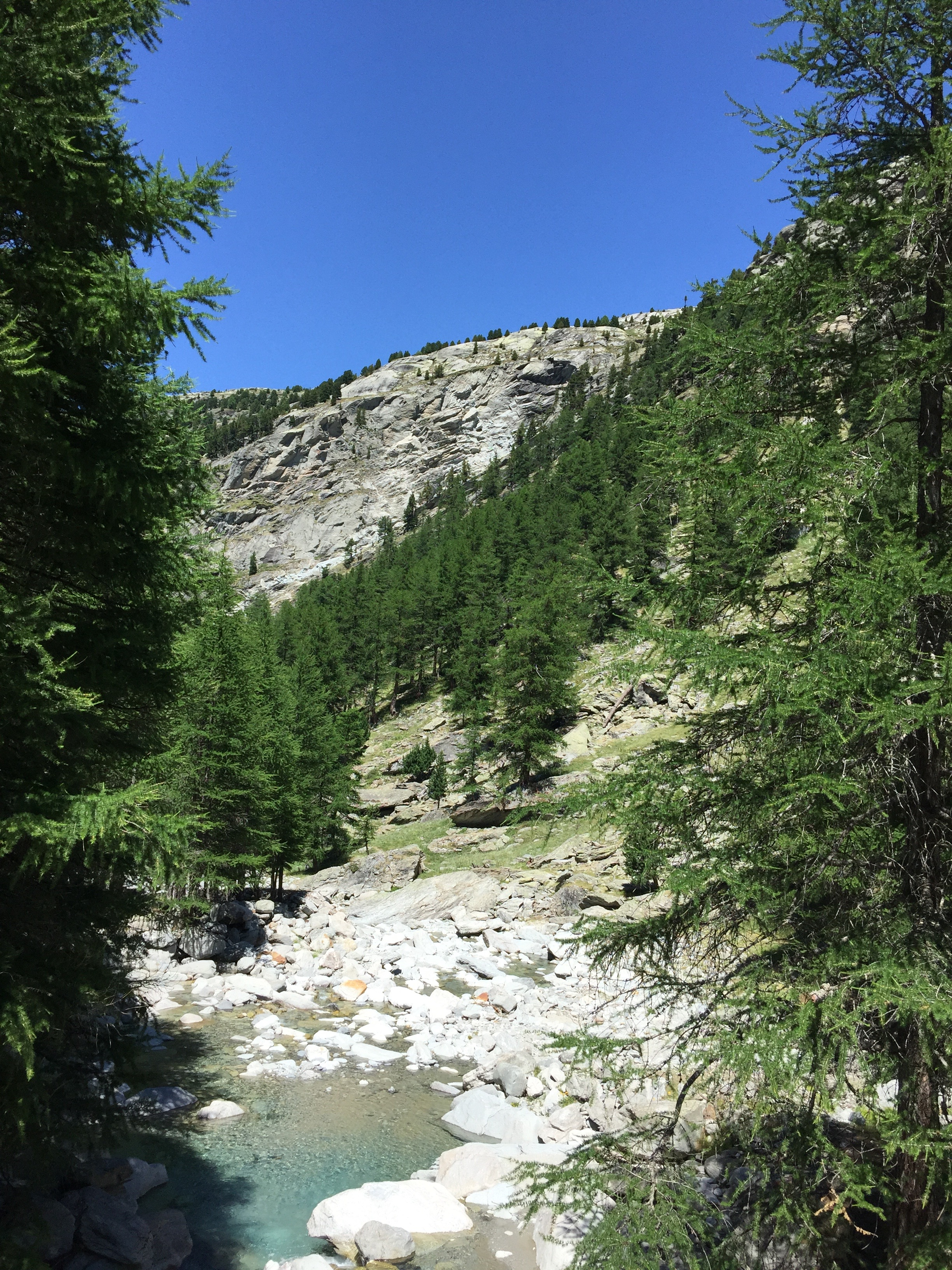
Le socle cristallin, lorsqu'il affleure, est reconnaissable par sa forme compacte.

Le massif du Mont-Cenis est un massif en majorité cristallin, avec une prédominance de micaschiste et quartzite, mais également d'ophiolites, ainsi que de nombreux calcschistes à des degrés divers de métamorphisme allant jusqu'au cipolin. Différents types de gneiss forment la base du massif. On trouve également des roches magmatiques et plus particulièrement des porphyres (principalement composés de rhyolite), des gabbros, et de la diorite affleurant du socle,,,. Le massif est connu par les géologues pour sa grande diversité géologique, principalement dans sa partie occidentale. L'ensemble repose sur le socle cristallin d'Ambin. Ce dernier, comme la plupart des autres socles alpins, est reconnaissable par ses roches lisses et compactes, de couleur grise avec des nuances verdâtres. Dépourvus de toute couverture sédimentaire, les affleurements ont un aspect poli et les lignes de fractures sont arrondies. On retrouve de tels reliefs dans le centre du massif de l'Aar-Gothard, aux alentours du col du Grimsel, là où également le socle cristallin alpin affleure hors de sa couverture. Dans le massif du Mont-Cenis les roches sédimentaires (dolomie, gypse) constituent l'enveloppe occidentale des reliefs, elles participent à la diversité de la flore et ont facilité l'agencement des deux socles cristallins (Vanoise et Ambin) grâce aux épais « coussins » de gypse. D'importantes nappes de schistes lustrés forment les sommets périphériques (aiguille de Scolette, pointe de Ronce ou encore le petit et grand signal du Mont-Cenis).

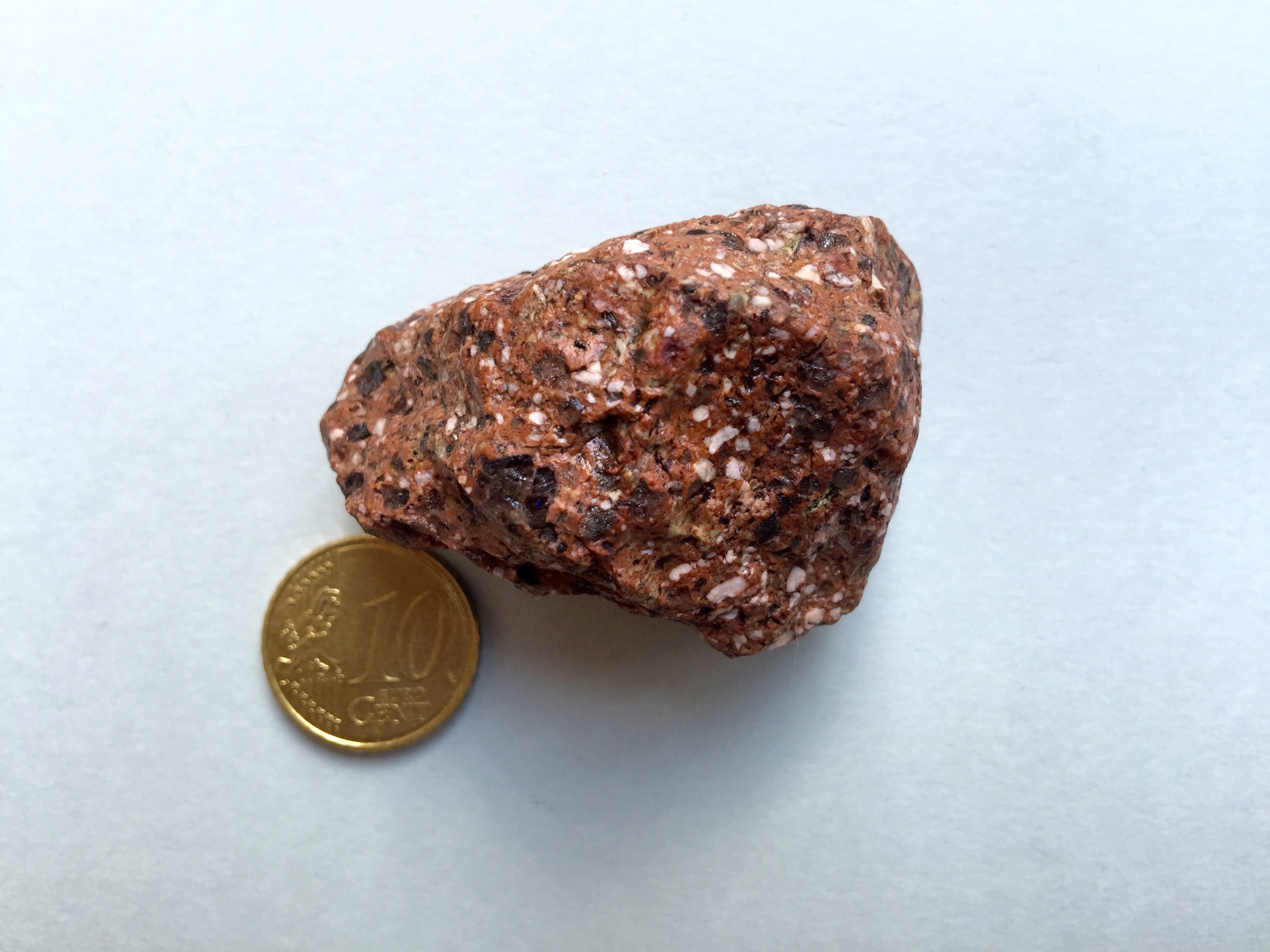
Porphyre rouge antique (rhyolite).
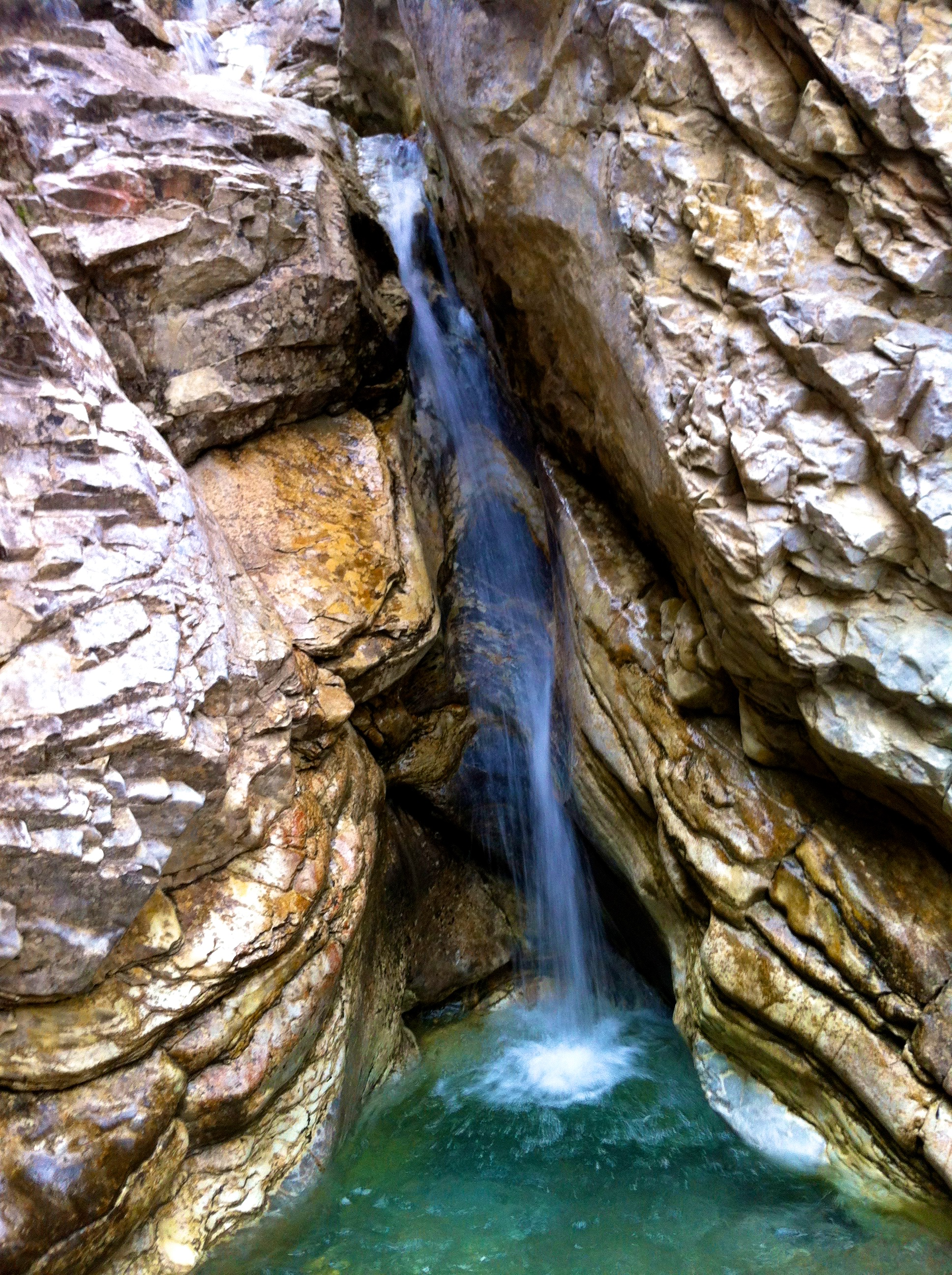
Cascade traversant des couches de dolomie, de calcaire cristallin et de prasinite.
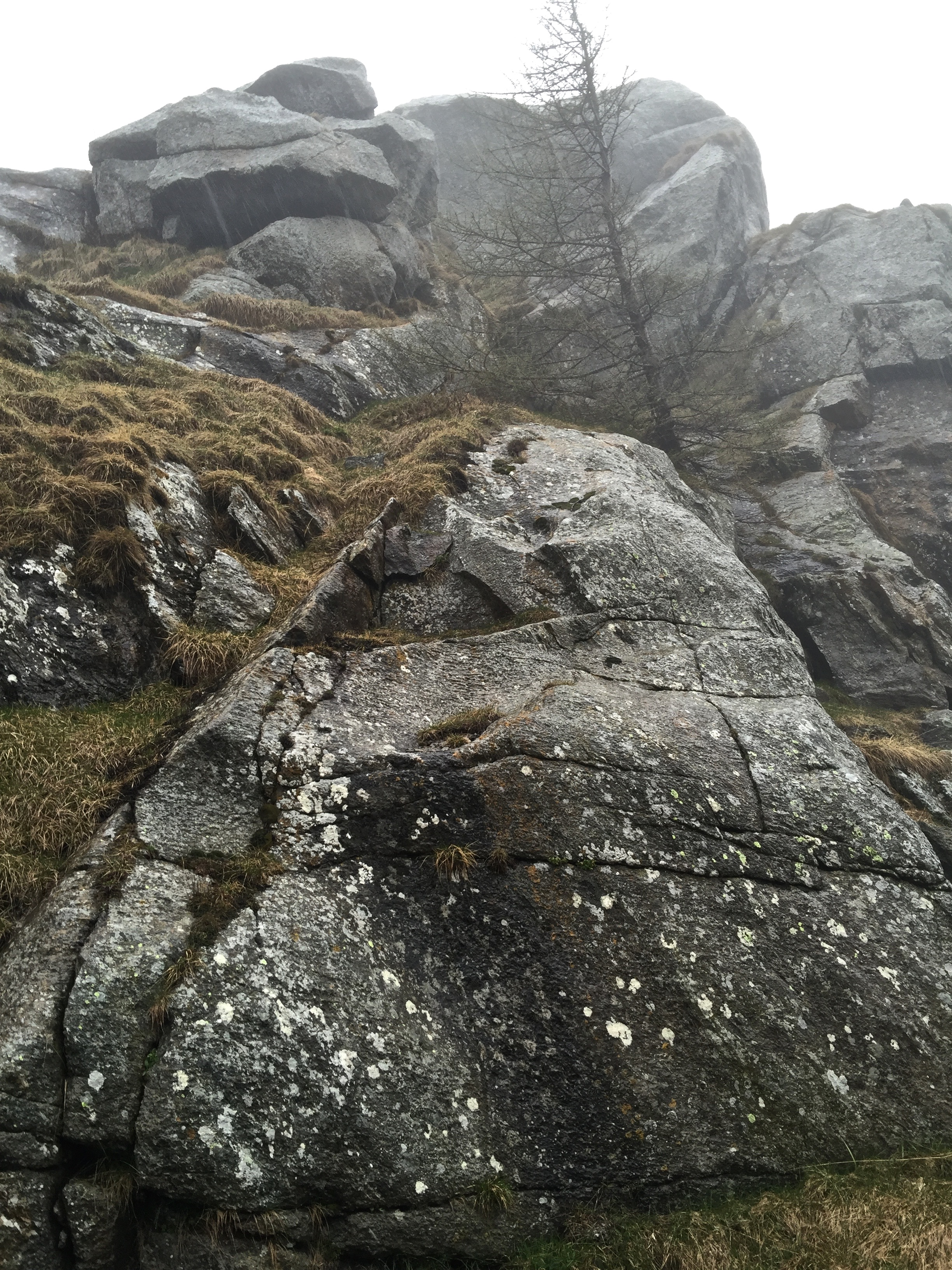
Affleurement de gneiss moutonné (sud du massif).
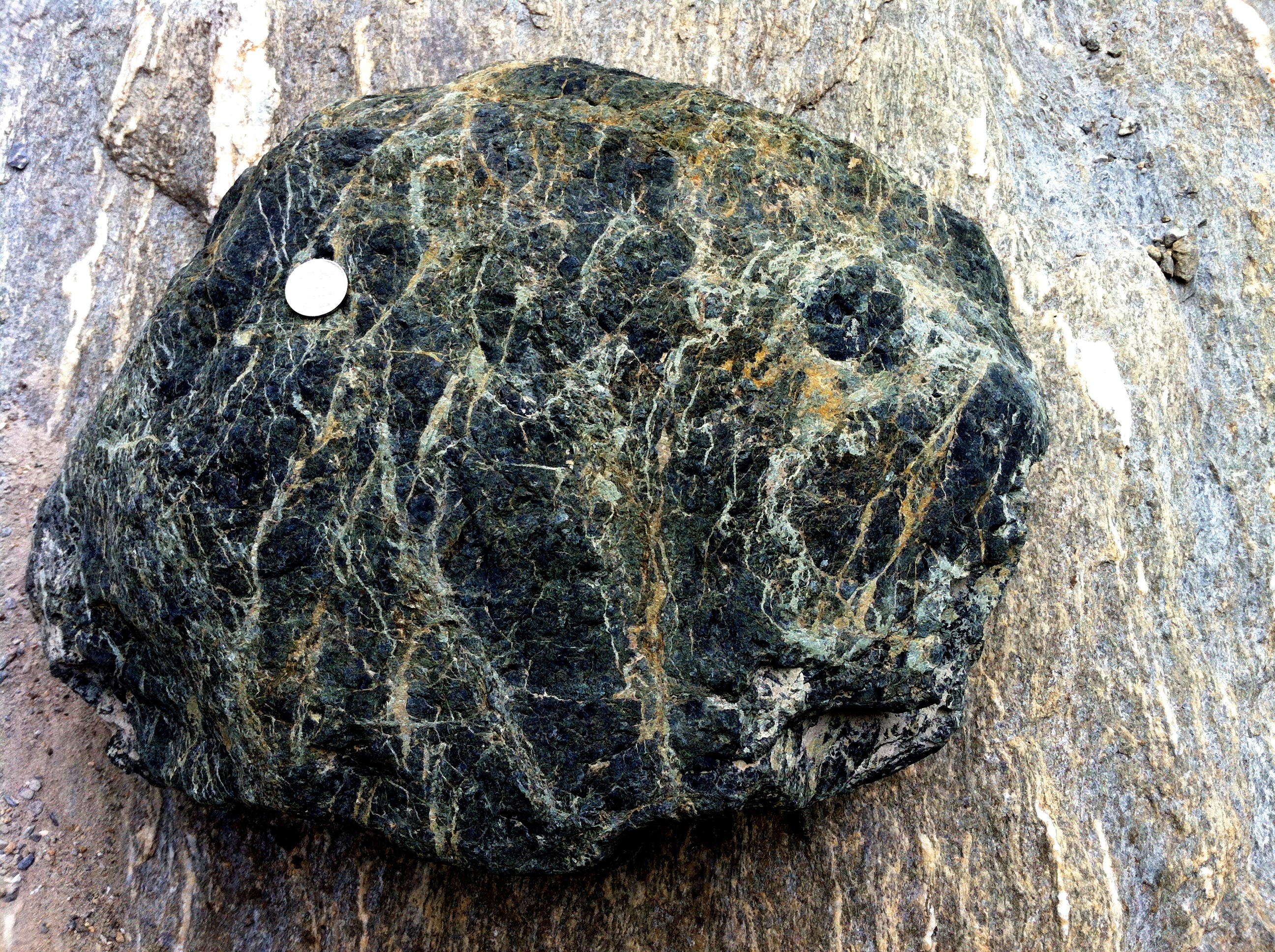
Bloc de serpentinite provenant du flanc nord du massif.
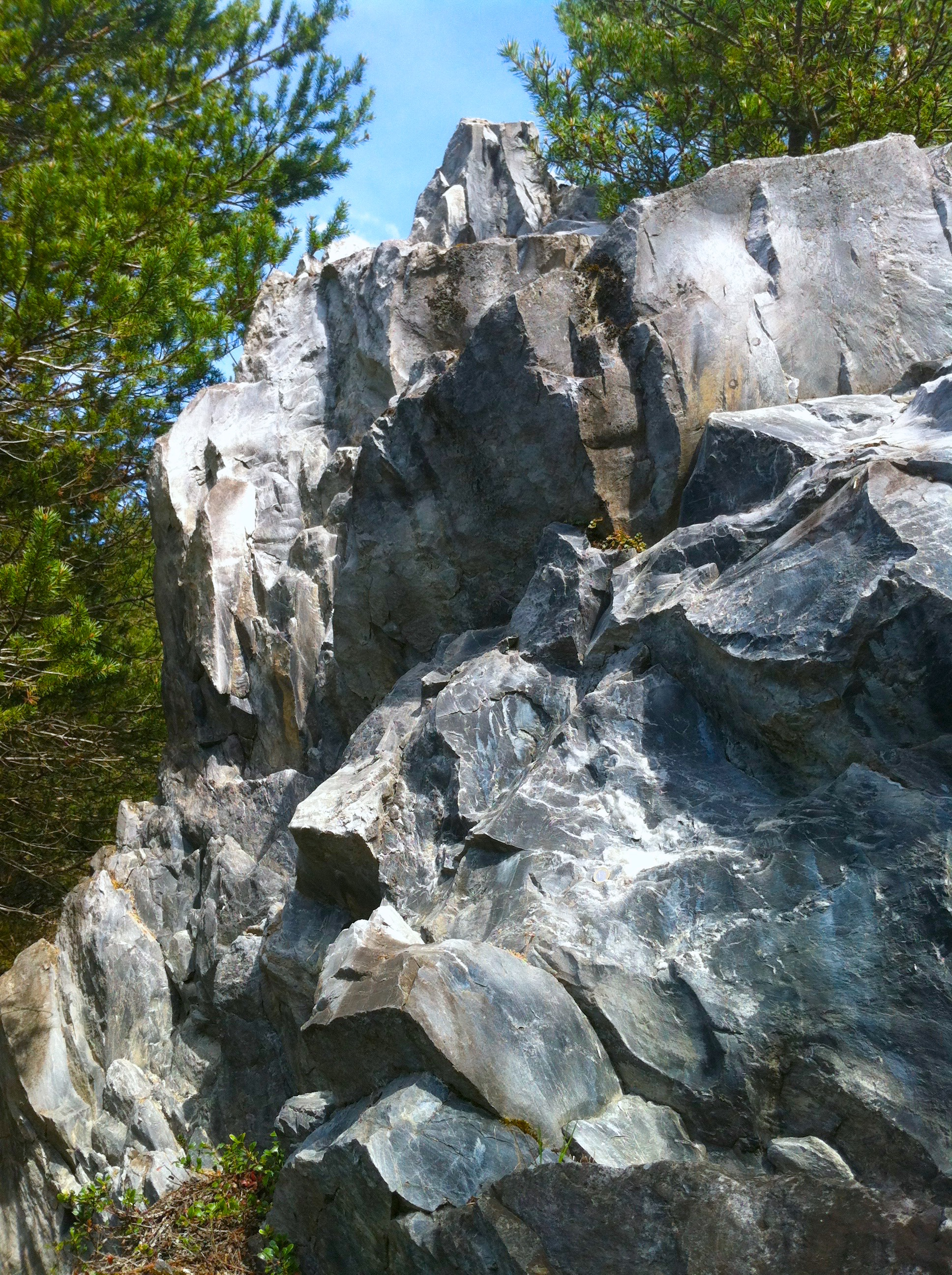
Bloc de calcschiste fortement cristallisé et veiné de quartz.
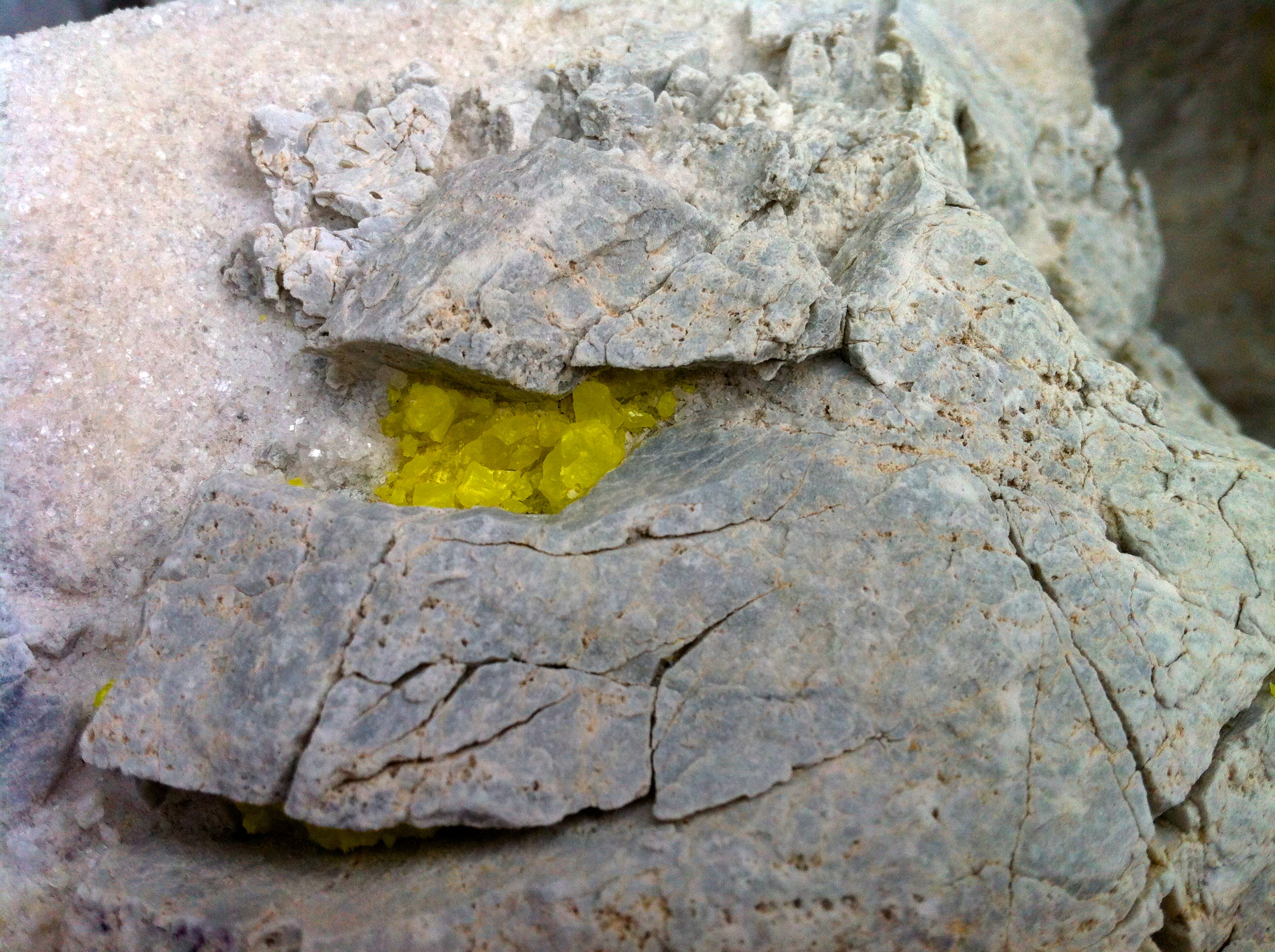
Cristaux de soufre (jaune) et d'anhydrite (blanc).
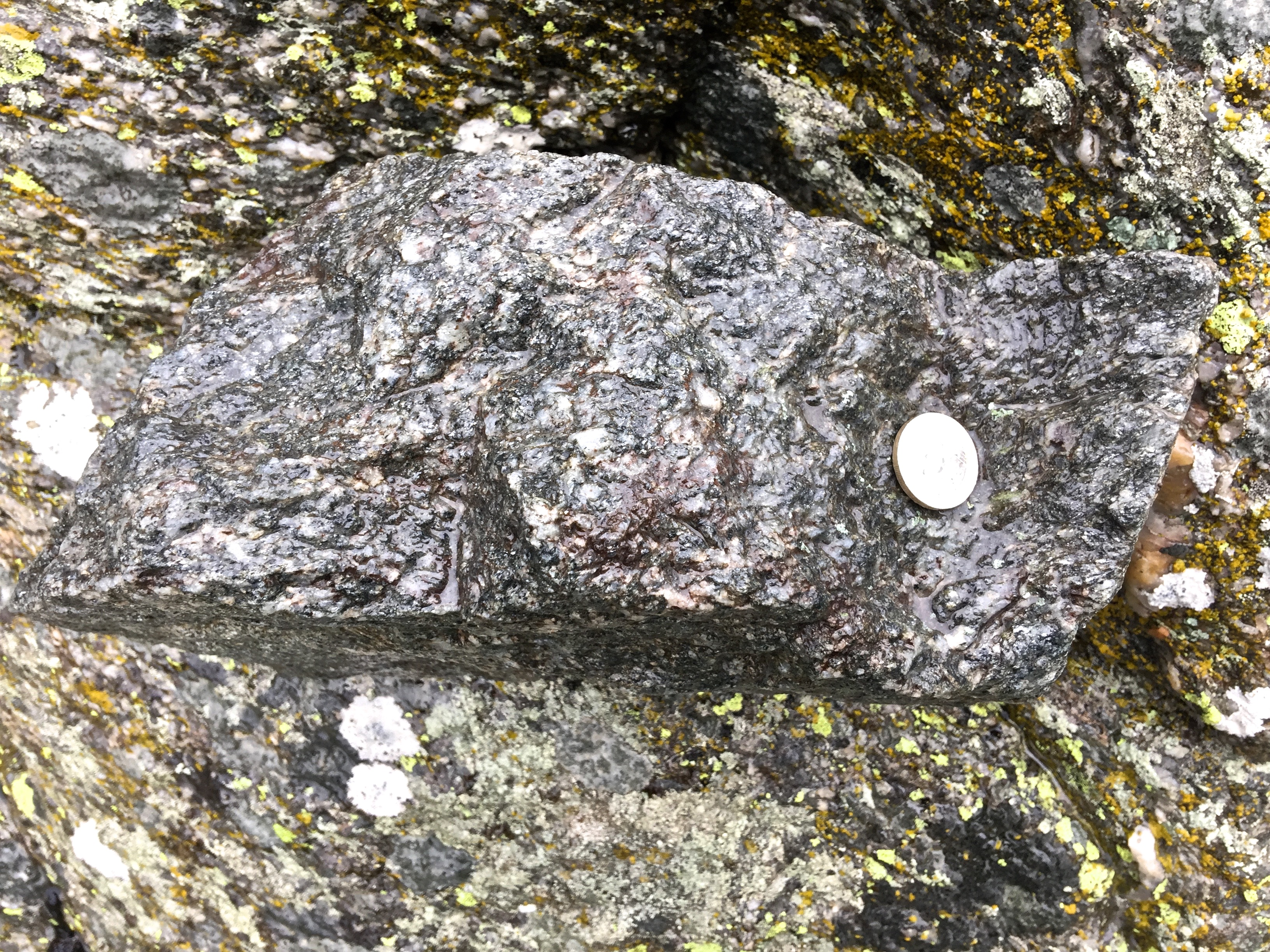
Gneiss du socle d'Ambin, avec une texture micacée proche du micaschiste.
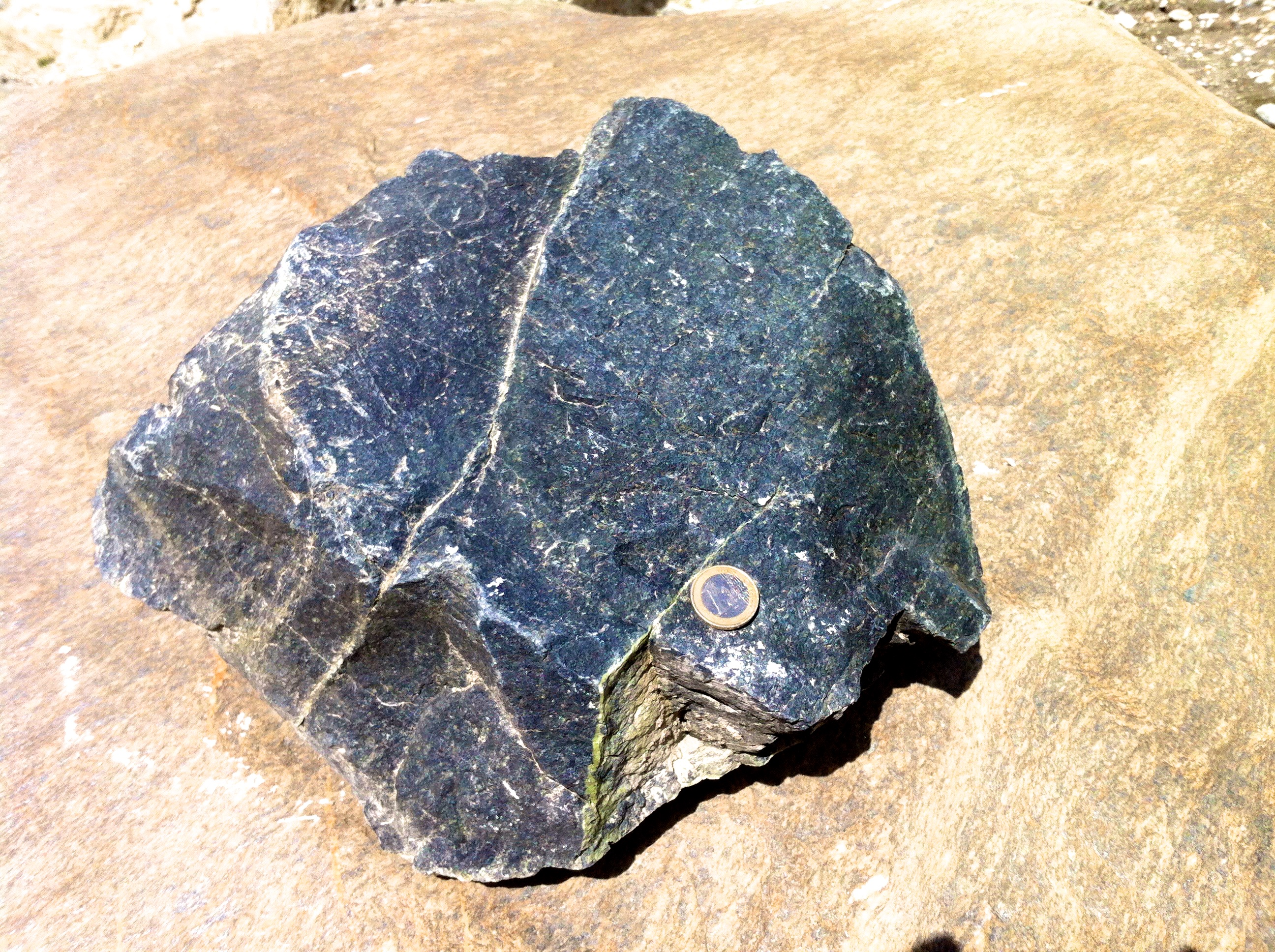
Roche verte.
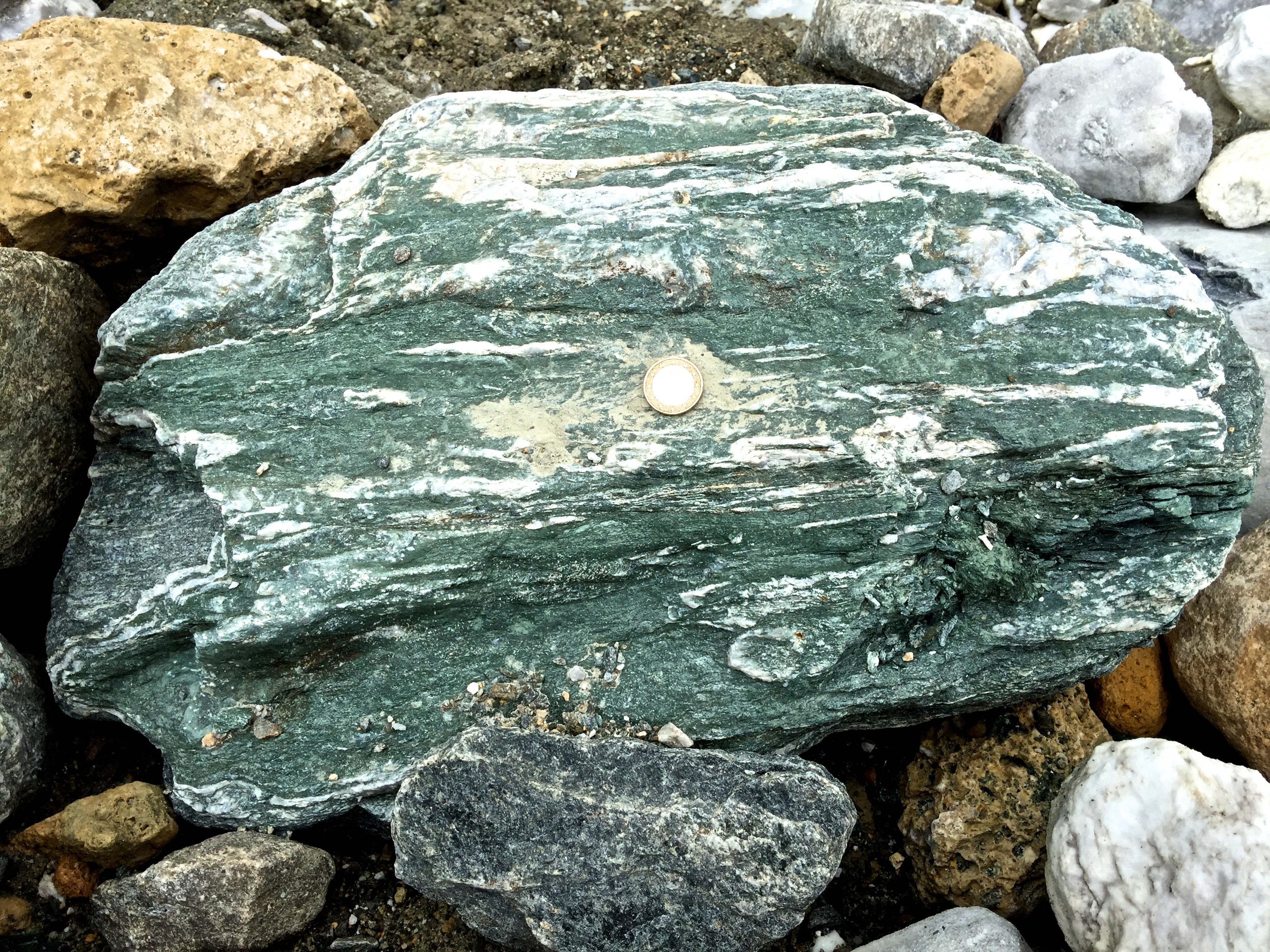
Prasinite (schiste vert) veinée de quartz.
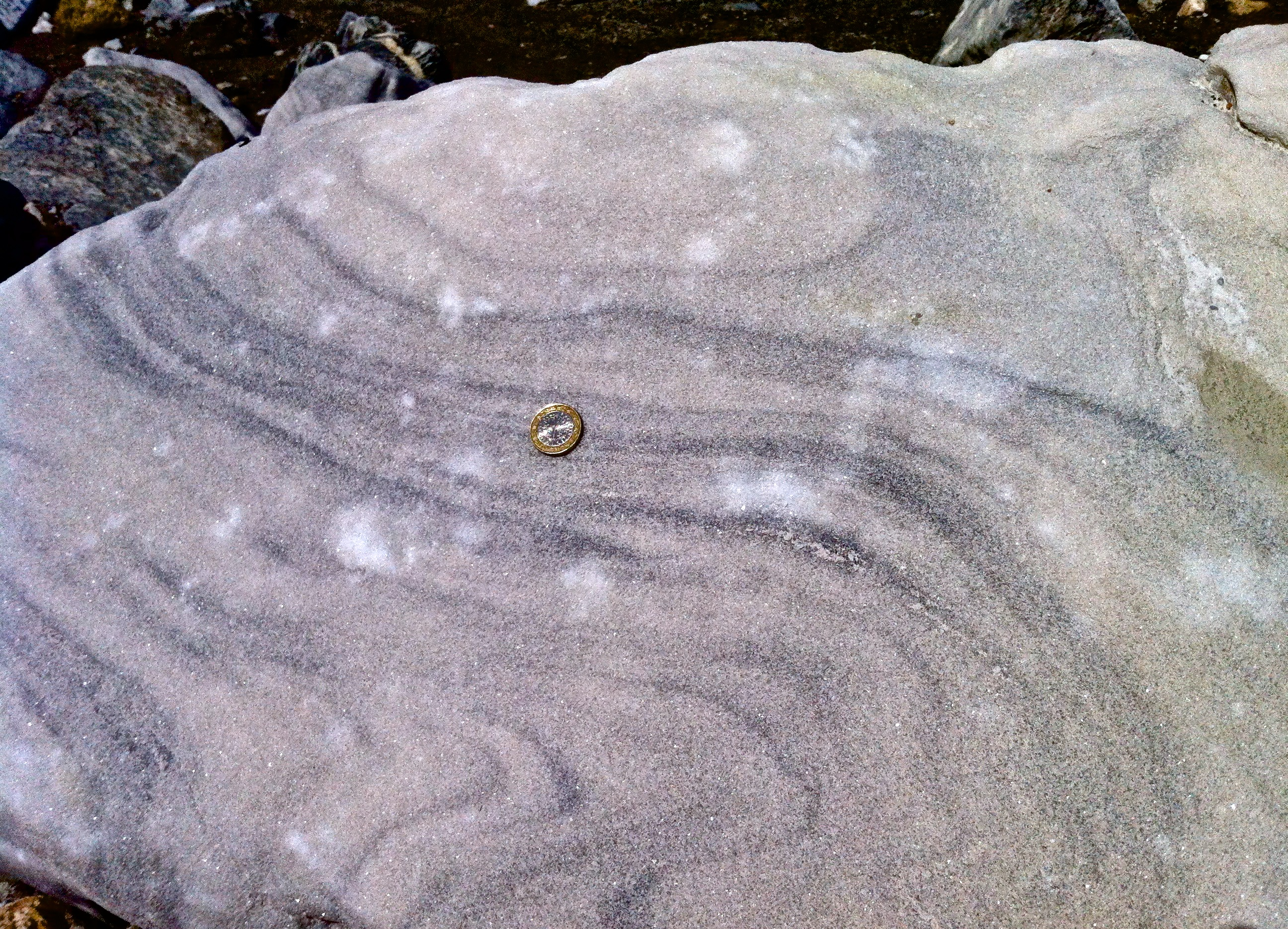
Bloc d'anhydrite hautement cristallisé.

Le massif du Mont-Cenis est le dernier maillon de la ligne géologique des massifs cristallins des Alpes internes formant un axe nord-sud, allant du massif du Grand Combin dans la région du Grand-Saint-Bernard dans le canton du Valais au val de Suse.

### Faune et flore

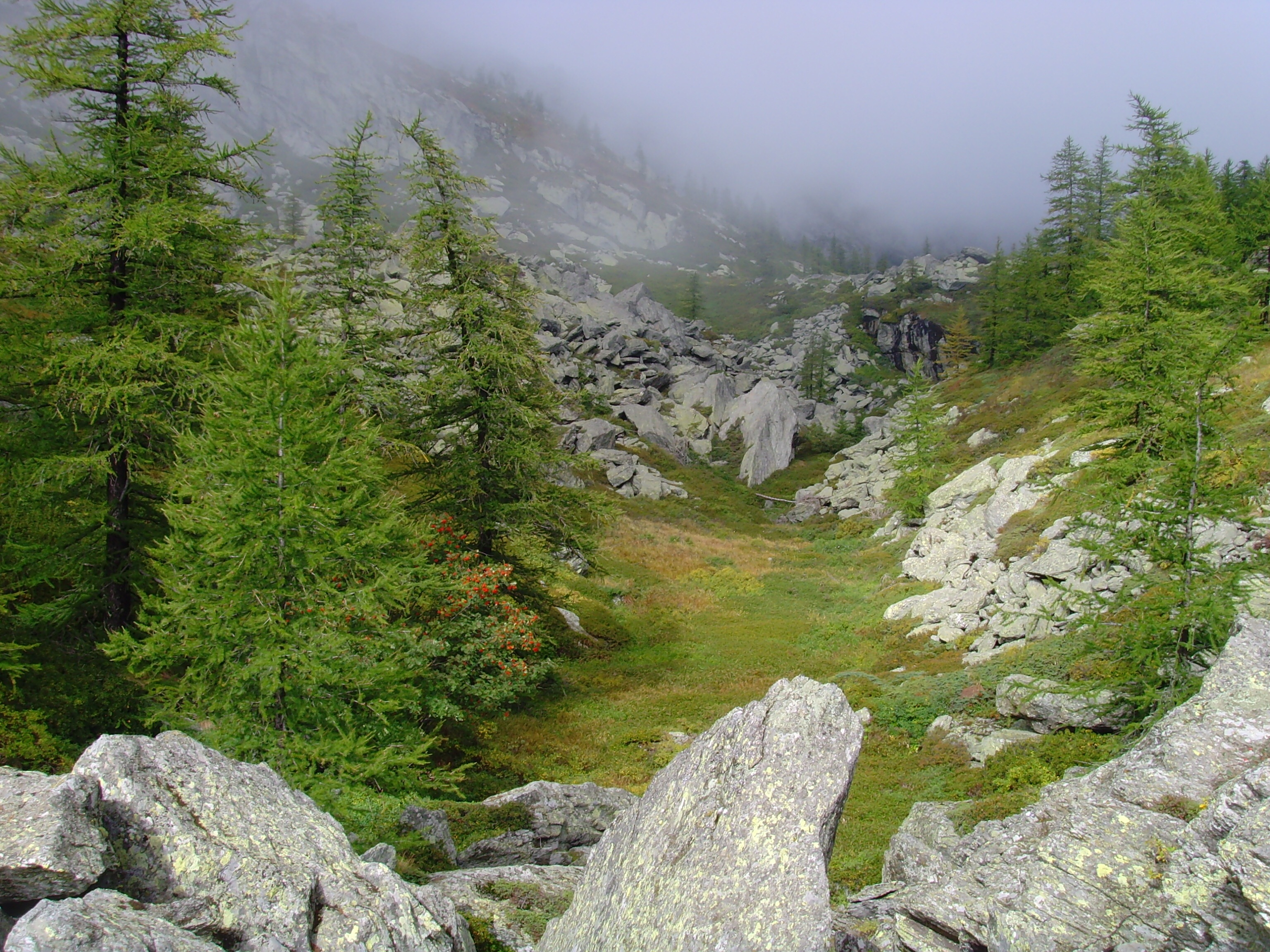
Forêt et tourbière siliceuse du Roterel sur les contreforts du Mont-Cenis, classées en ZNIEFF et arrêté de biotope en 1991 comme le reste du plateau.

Le plateau du Mont-Cenis est un lieu de rencontre pour de nombreux passionnés de faune et de flore de montagne.
La diversité des sols, conjuguée au climat d'abri (lumineux et relativement sec, fortement influencé par l'effet de foehn) et à l'altitude élevée des pelouses alpines permettent le développement d'une flore rare et parfois même unique. Pas moins d’une douzaine d’espèces protégées par la loi française sont déjà relevées, dont la Saponaire jaune (Saponaria lutea) n'existant en France que dans cette station.
La Laîche des glaciers (Carex glacialis), présente exclusivement dans les régions boréales, subsiste dans cette aire géographique. Découverte en 2004, elle suscite un grand intérêt au sein de la communauté scientifique et de nombreuses voix s'élèvent pour protéger ce site contre tout projet susceptible de mettre en péril son fragile habitat.

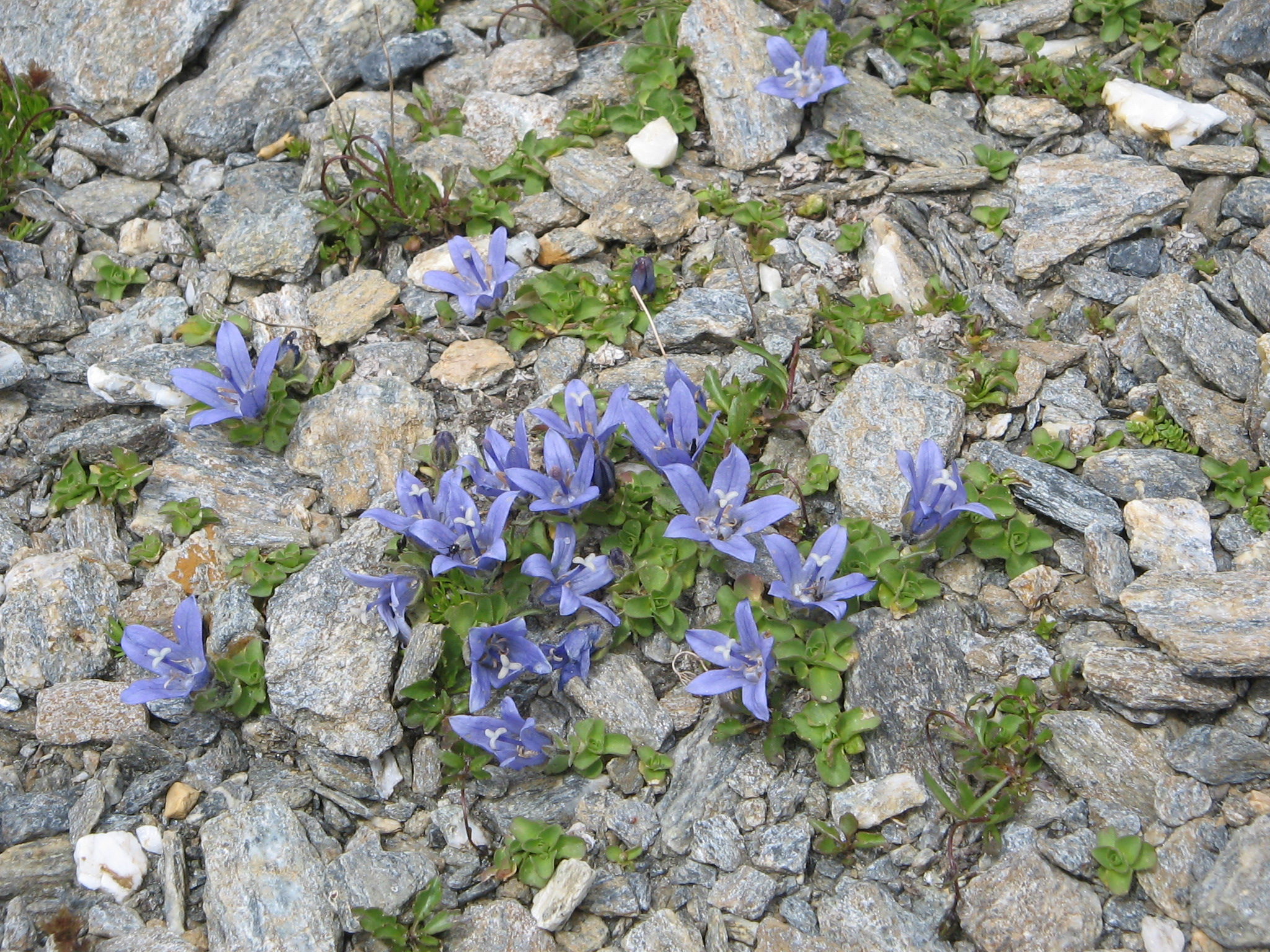
Campanule du Mont-Cenis : la flore rare et unique de la région dite « arctico-alpine » est une des spécificités du plateau

Les nombreuses tourbières et bas marais sont alimentés par un important réseau de sources séléniteuses disséminées autour du massif. Les eaux ne pouvant être captées pour la consommation humaine, elles sont restées inexploitées protégeant ainsi les zones humides de toute activité humaine. Elles offrent un écosystème pour la protection de tout un ensemble d'insectes, d'amphibiens et d'oiseaux endémiques aux massifs de haute montagne. Des zones humides similaires se retrouvent dans la plupart des massifs alpins, comme la réserve naturelle aquatique de Poutafontana en Valais. En Maurienne les plus importantes se situent entre Bramans et Bessans. Toutefois depuis quelques années, les principales sources tendent à être captées pour la création et l'alimentation de plans d'eau pour satisfaire les besoins de l'activité touristique. Les lacs de Bessans et de Sollières l'Envers par exemple ont été aménagés en base de loisirs nautiques. La plus grande partie du massif étant une zone protégée, elle est un espace d'alimentation ou de reproduction pour de nombreuses espèces animales exigeant un large domaine vital (Bouquetin des Alpes, Aigle royal, Lièvre variable, Tétras lyre, Loup, ou bien encore  le Gypaète barbu dont le Mont-Cenis constitue une aire de reproduction). Sa position charnière avec d'autres massifs voisins (aiguilles d'Arves et mont Thabor, Vanoise, Alpes grées et Alpes piémontaises) en fait un lieu de passage et de brassage.

## Histoire
Le massif est habité par un peuple gaulois, les Graiocèles, qui contrôlent les voies de passage jusqu'à la conquête romaine en 13 av. J.-C.
En 773, Charlemagne, dans sa conquête de la péninsule italienne, franchit les Alpes au Mont-Cenis, marchant sur les pas de son père Pépin le Bref qui l'avait emprunté quelques années auparavant, probablement en empruntant le val d'Ambin et le col du Petit Mont-Cenis. Cette épopée a été la source d'inspiration du peintre Paul Delaroche dont l'œuvre est exposée au château de Versailles.
À partir de 825, l'empereur Lothaire permet à Louis le Débonnaire de créer le premier hospice en bordure du lac du Mont-Cenis, il sera devasté un siècle plus tard lors des invasions sarrasines.
Le 6 octobre 877, Charles II le Chauve succombe à la descente du col dans le village d'Avrieux, après avoir lui aussi livré bataille de l'autre côté des Alpes.

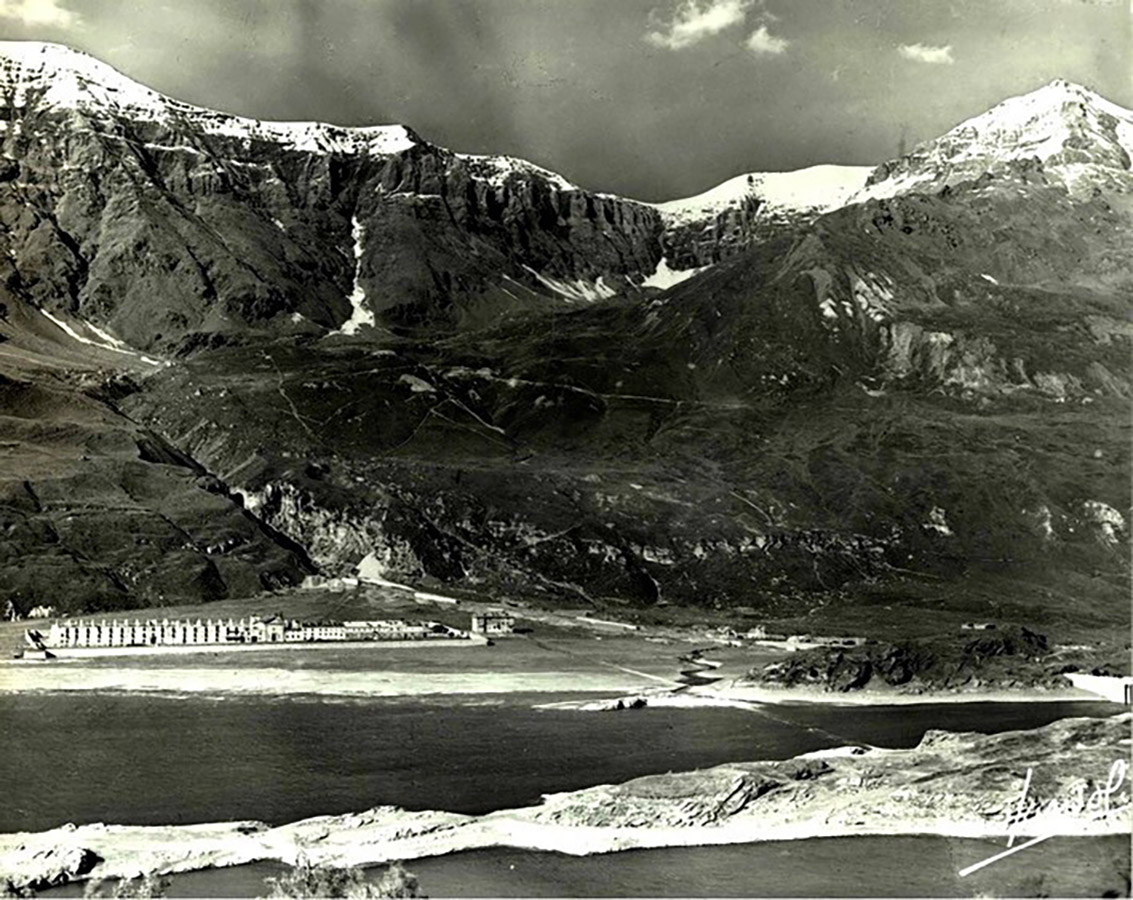
L'hospice du Mont-Cenis avant sa disparition dans les eaux du lac.

En janvier 1077, Henri IV franchit le col au cœur de l'hiver pour résoudre en personne un différend qui l'oppose au pape. Cette épopée est connue sous le nom de la pénitence de Canossa. L'empereur apprenant que le souverain pontife est en villégiature chez la comtesse Mathilde de Toscane à Canossa décide d'aller à sa rencontre pour implorer son pardon. La voie via le col du Brenner, généralement la plus rapide en raison de sa faible altitude, étant fermée par les princes du sud, Henri opte pour le col savoyard. Cette voie, qu’aucun souverain n’avait plus empruntée depuis près de deux siècles, est rendue possible grâce à l'autorisation de la comtesse régente de Savoie, Adélaïde de Suse,. Le passage est négocié par la maison de Savoie qui espère obtenir cinq évêchés dans la péninsule italienne. Le comte de Savoie recevra finalement le Bugey en retour, ainsi que la reconnaissance des droits et l'inféodation du marquisat d'Ivrée à Adélaïde de Suse.
Au Bas Moyen Âge, la région devient une importante voie d'échanges commerciaux grâce notamment à la route du Sel permettant d'échanger fromages, dont le beaufort réputé depuis l'époque romaine et le sel exploité aux mines de Salins en Tarentaise, contre étoffes et épices, en Italie. Le massif est alors connu pour son grand hospice construit durant le IXe siècle dont une des vocations majeures était l'accueil des voyageurs et pèlerins en transit à quelques encablures du col.
Le 12 juin 1812, le docteur Balthazard Claraz sauva la vie du Pape Pie VII à l'hospice du Mont Cenis, lors de son transfert secret de Savone à Fontainebleau.
En 1860, la Savoie est annexée par la France et le massif se voit désormais partagé entre deux nations. Ainsi le plateau faisant pourtant partie de la province de Maurienne devient italien en 1862. Dès lors, la région va devenir une ligne de fortifications entre les deux pays, le relief permettant aux troupes italiennes de stationner en nombre et dominer la haute vallée de l'Arc.
Le Tunnel ferroviaire du Fréjus, à proximité, commencé en 1857, est achevé et inauguré en 1871.
Un vaste complexe défensif italien va être érigé entre 1877 et 1908 : le Campo trincerato del Moncenisio
Le fort Variselle commande l'ensemble du complexe.
Autour, des forts détachés à flanquement mutuel, des batteries permanentes ou semi-permanentes et des casernes fortifiées sont reliées par un réseau de routes militaires :
- fort de la Cassa
- fort de Ronce
- Pattacreuse
- Malamot (2 914 m)
- de nombreuses autres annexes et forts plus petits

Côté français, des postes d'observations et des forts sont aussi construits :
- fort de la Turra
- poste du col de Sollières
- poste du Mont Froid
- d'autres petites unités.

Il convient d'ajouter à cette liste un autre fort : le fort du Chat. C'était une petite tour équipée de quatre canons construite en 1812 par Napoléon Ier pour surveiller le passage. Il se trouvait sur une colline surplombant l'hospice napoléonien dans le sens de la France vers l'Italie.
Ce qui restait de ce fort a été détruit lors le l'agrandissement du barrage et il n'en reste que les fondations. Il est bien entendu englouti par le barrage actuel.

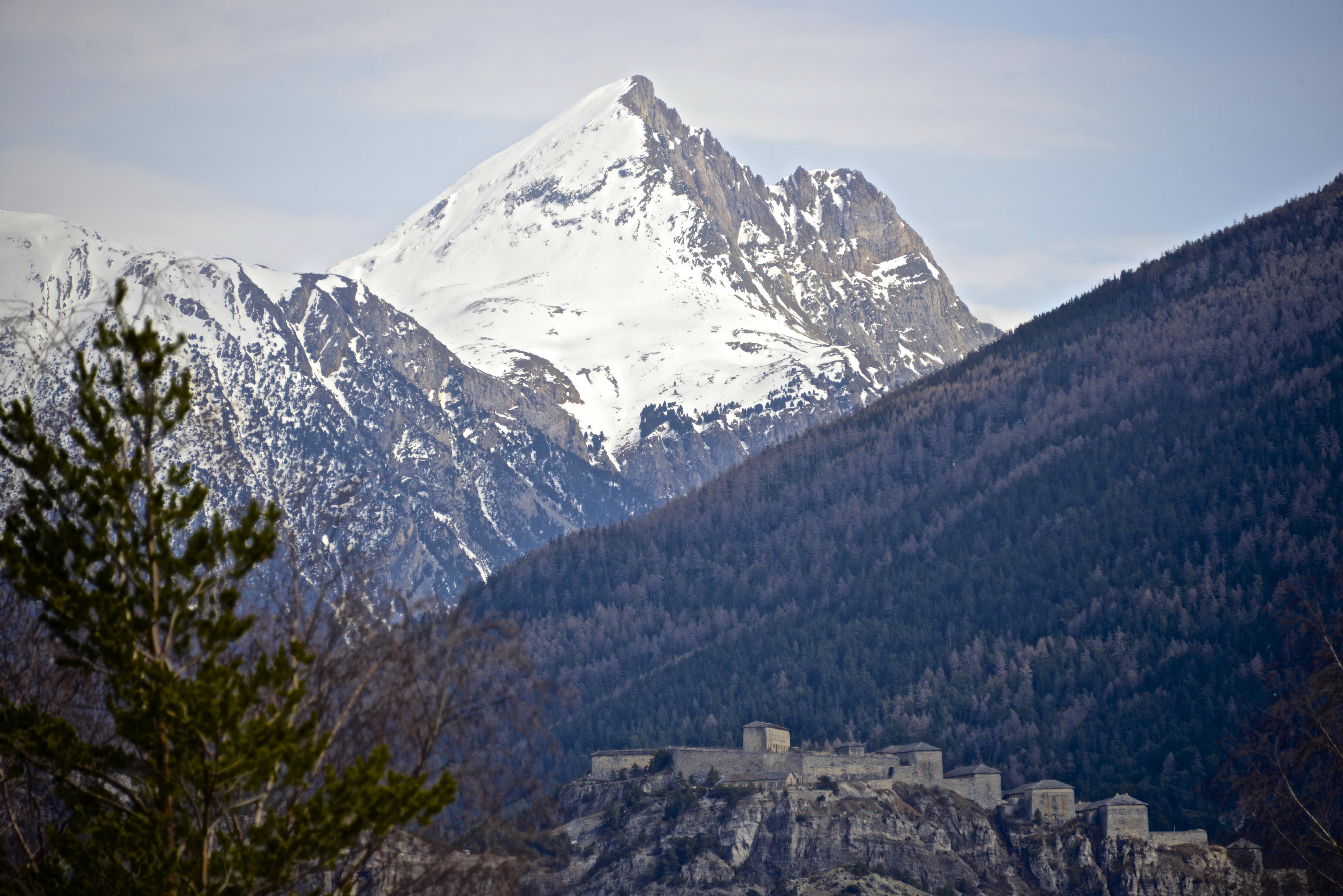
La pointe de Bellecombe, un promontoire disputé par les belligérants, avec la batterie des forts de l'Esseillon en premier plan.

La ligne de crêtes formant un des points stratégiques de la ligne Maginot et du mur alpin a été le théâtre de violents combats lors de la Seconde Guerre mondiale. En juin 1940, les troupes alpines commandées par le lieutenant Prudhon ont résisté à l'attaque italienne puis allemande jusqu'à l'armistice. En avril 1945, une bataille livrée sur le mont Froid à 2 819 mètres d'altitude a opposé les chasseurs alpins français aux chasseurs de montagne allemands Gebirgsjäger. Ces affrontements livrés dans des conditions extrêmes sont devenus l'un des symboles des combats pour la libération dans les Alpes. Ainsi cette portion de la Maurienne a été l'un des derniers territoires libérés de l'Hexagone. À la suite du traité de Paris de 1947, le massif voit la frontière française s'étendre au-delà de la ligne du partage des eaux aux dépens de l'Italie. Ce nouveau tracé frontalier englobe désormais les cols du Mont-Cenis et du Petit Mont-Cenis, le plateau ainsi que le haut du val Cenise (Grand Croix et plaine de Saint-Nicolas). La plupart des ouvrages sont encore en place et pour certains, la visite est possible mais risquée, car ces fortifications sont abandonnées depuis des décennies et sises en haute montagne où les bâtiments se dégradent très vite. De plus, les galeries enterrées peuvent être noyées et cacher des puits.

## Activités

### Stations de sports d'hiver
- Bardonnèche (Bardonecchia, Italie)
- Bramans : ski nordique
- Modane (la Norma)
- Termignon
- Val Cenis
- Valfréjus

### Randonnées

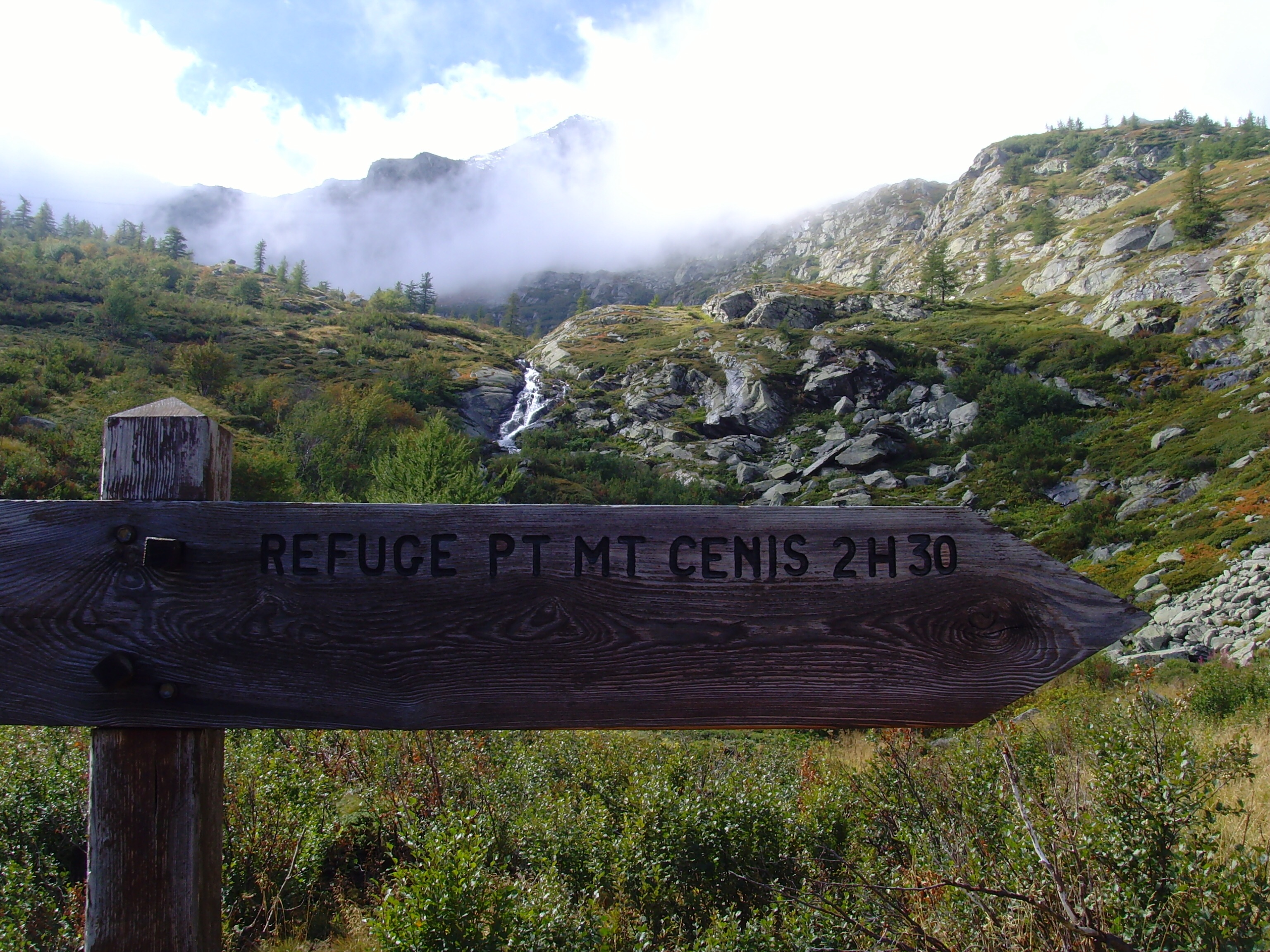
Sentier de randonnée.

Le massif est également au départ de nombreuses randonnées à destination des sommets entourant le plateau, été comme hiver, dont le GPR de la Haute-Maurienne. Chaque année des compétitions y sont organisées comme l'EDF Cenis Tour.
Il existe plus de dix refuges de haute montagne tout autour du massif.
- Refuge de la Bramanette (F)
- Refuge d'Ambin (F)
- Refuge du Petit Mont-Cenis (F)
- Refuge du Suffet (F)
- Refuge Gran Scala (F)
- Refuge Molinari (I)
- Refuge Scarfiotti (I)
- Refuge Vaccarone (I)
- Refuge Avanza (I)
- Refuge Stellina (I)

### Autres activités sportives

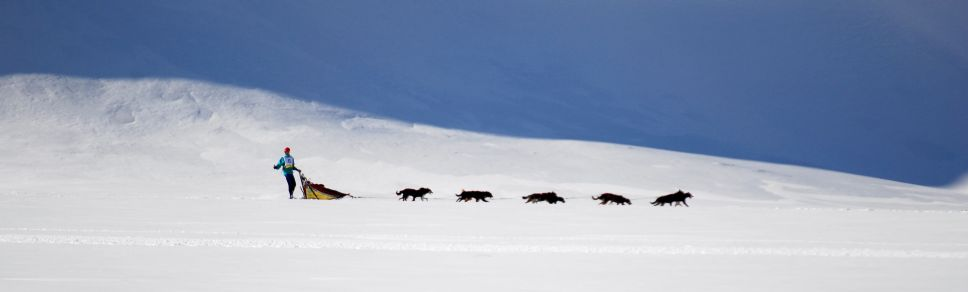
Musher sur le plateau du Mont-Cenis.

La course internationale de chien de traîneaux Grande Odyssée Savoie-Mont-Blanc, réputée comme étant la plus difficile au monde par la topographie des montagnes qu'elle parcourt, a élu le plateau du Mont-Cenis et ses environs comme base et centre logistique de la course. Cette compétition réunit chaque année 20 des meilleurs mushers au monde.

### Protection environnementale

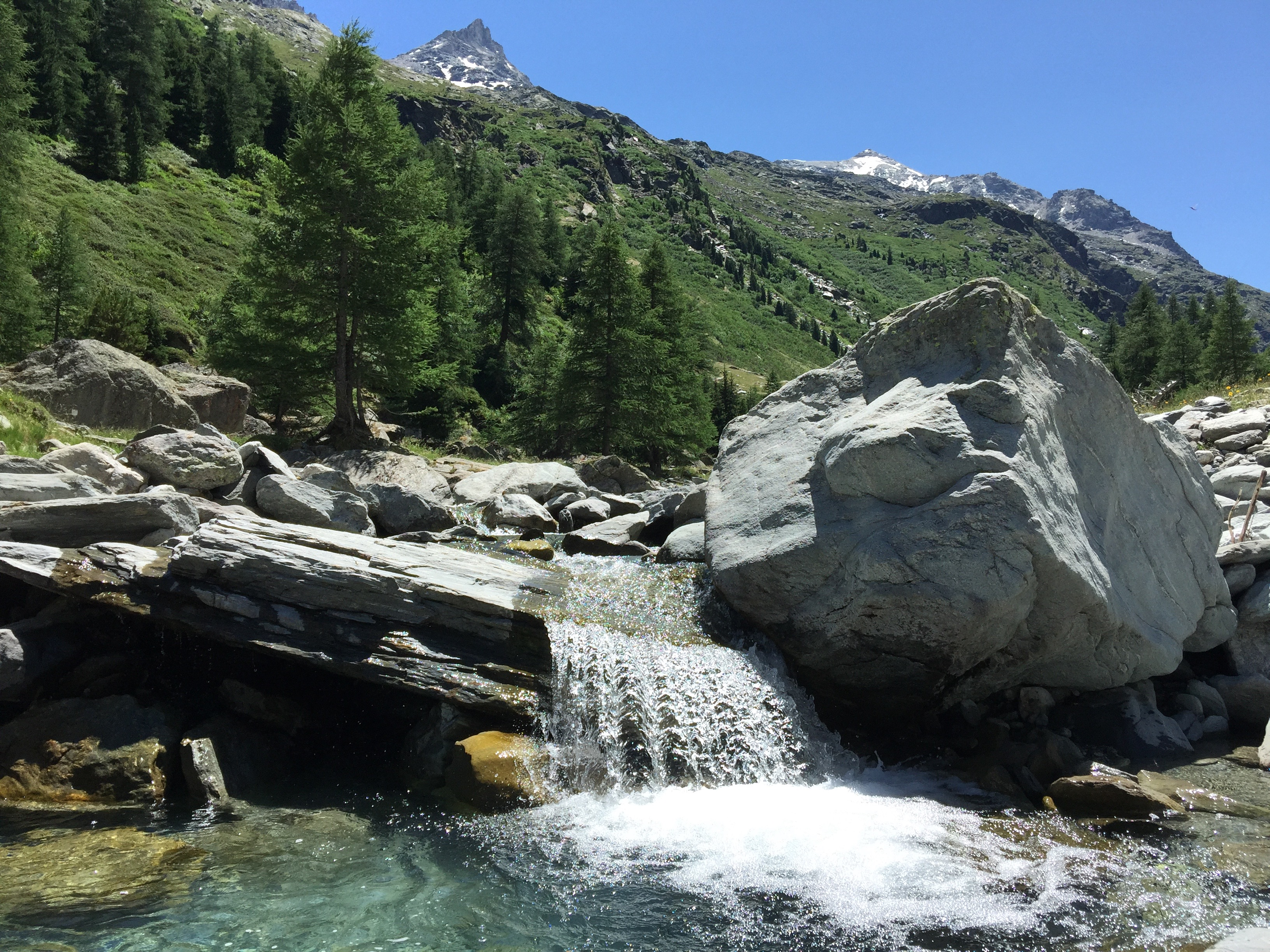
Vue de la dent et du mont d'Ambin depuis le fond du vallon.

L'ensemble du massif fait partie de l'aire optimale d'adhésion du parc national de la Vanoise, et protégé par un arrêté de protection du biotope depuis 1991. 
Cette aire géographique fait également l'objet de plusieurs zones naturelles d'intérêt écologique, faunistique et floristique (ZNIEFF) pour son plateau et ses contreforts : 
- plateau du Mont-Cenis (FR820031720) ;
- massif du Mont-Cenis (FR820031688) ;
- formations forestières herbacées des Alpes internes (FR8201779) ;
- Mont-Cenis et vallon de Savine (FR3800208) ;
- forêts de résineux de l’ubac de la Haute Maurienne (FR820031513).